# Ziarnopłon wiosenny
Ziarnopłon wiosenny, jaskier wiosenny, dawniej pszonka (Ficaria verna Huds.) – gatunek rośliny wieloletniej z rodziny jaskrowatych. Geofit wiosenny głównie żyznych siedlisk leśnych Europy i zachodniej Azji, pospolity w Polsce. Roślina trująca w czasie kwitnienia, ale wcześniej liście są jadalne i dawniej były ważnym źródłem witaminy C na przednówku. Roślina uprawiana jest jako ozdobna, była także wykorzystywana jako lecznicza. Zawleczona na inne kontynenty stała się tam uciążliwym gatunkiem inwazyjnym. W obrębie gatunku wyróżnia się w zależności od ujęcia systematycznego 5 lub 7 podgatunków, spośród których dwa występują w Polsce.

## Rozmieszczenie geograficzne
Zasięg gatunku obejmuje niemal całą Europę, poza tym Azję Zachodnią, rejon Kaukazu i Syberię Zachodnią, a także Afrykę Północną. W Europie brak go na Islandii, w północnej i górskiej części Półwyspu Skandynawskiego i w północnej części Niziny Wschodnioeuropejskiej. W Polsce jest gatunkiem rodzimym, pospolitym na terenie niemal całego kraju, rzadszy jest miejscami na północnym wschodzie i w górach.
Jako gatunek inwazyjny rośnie w Ameryce Północnej, Japonii, Australii i Nowej Zelandii. Introdukowany został na kontynent amerykański prawdopodobnie jako roślina ozdobna i wciąż jako taki znajduje się w obrocie handlowym. Stwierdzony został po raz pierwszy zdziczały w Pensylwanii w 1867. Współcześnie występuje już jako zadomowiony w 26 wschodnich stanach USA, a także w Oregonie i Waszyngtonie, w Teksasie oraz we wschodnich i zachodnich prowincjach Kanady. Kilka stanów wprowadziło zakaz rozprzestrzeniania gatunku na ich obszarze (Connecticut, Massachusetts, Oregon i Waszyngton). W Ameryce Północnej stwierdzono obecność co najmniej 5 podgatunków sprowadzonych z Europy.
Zasięgi geograficzne poszczególnych podgatunków opisane zostały w sekcji „Systematyka i zmienność”.

## Morfologia

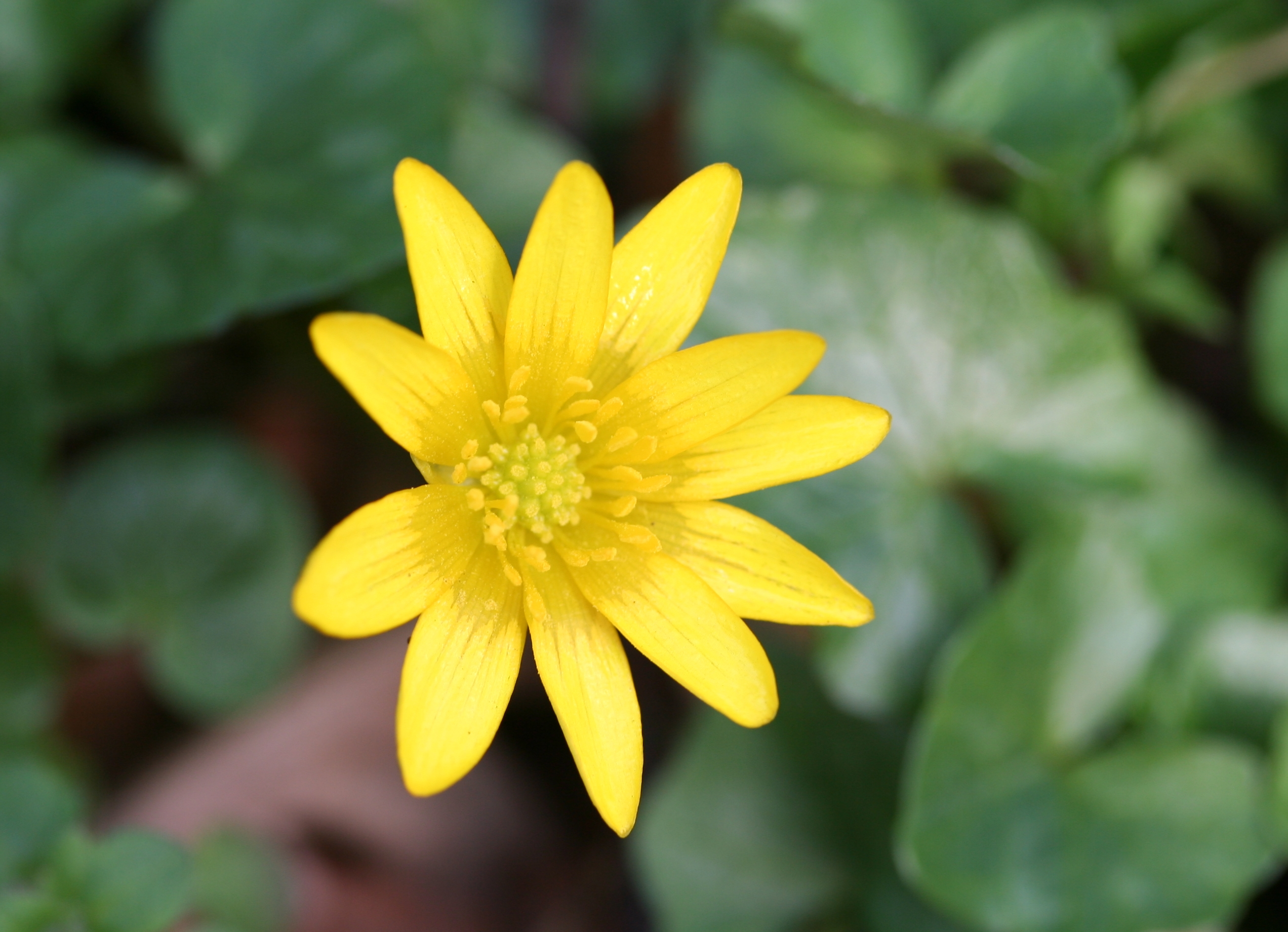
Kwiat F. verna subsp. verna

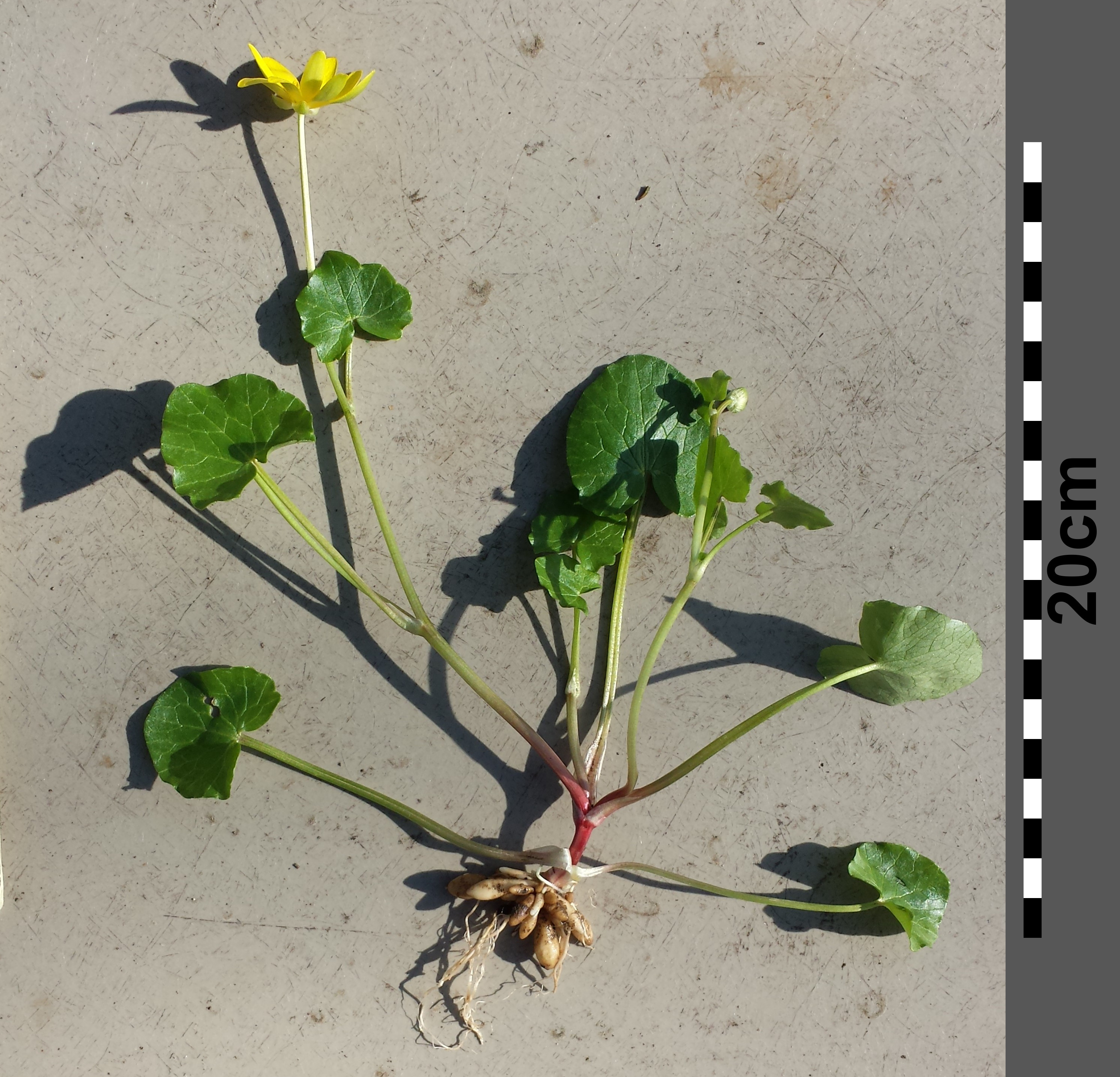
Pokrój F. verna subsp. verna

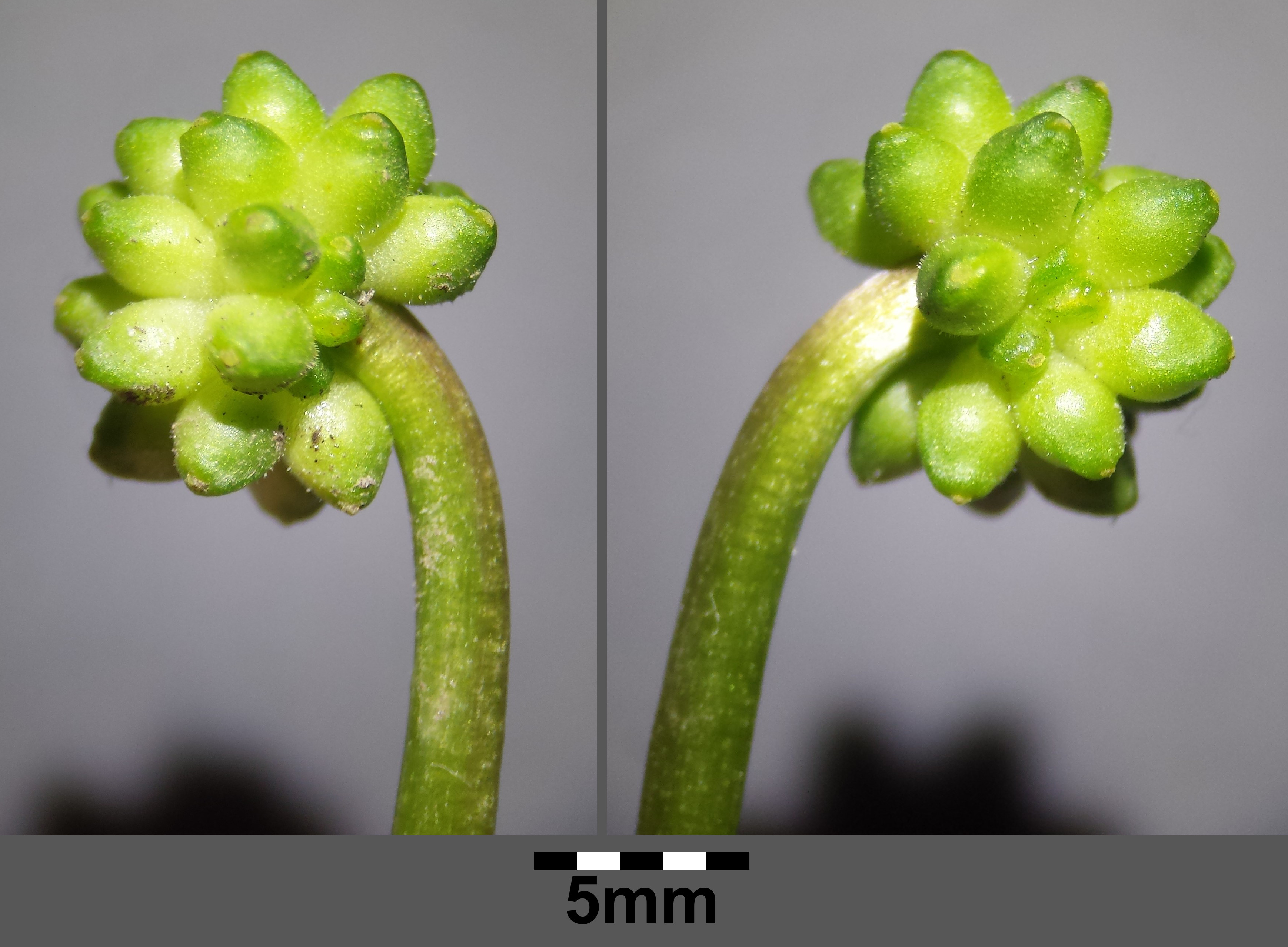
Owoce F. verna subsp. calthifolia

Gatunek bardzo zmienny w zależności od warunków siedliskowych, ale też nierzadko w obrębie pojedynczej rośliny. Zmienny jest zwłaszcza kształt i zabarwienie liści, liczba i wielkość części kwiatu. Różnice istotne taksonomicznie, pozwalające rozróżnić podgatunki, zestawione zostały w sekcji „Systematyka i zmienność”.
ŁodygaPojedyncza lub rozgałęziona o długości od 3 do 20 cm, płoży się i podnosi (u podgatunków diploidalnych łodygi są generalnie bardziej wyprostowane, u poliploidów płożą się), jest naga i korzeni się w węzłach.

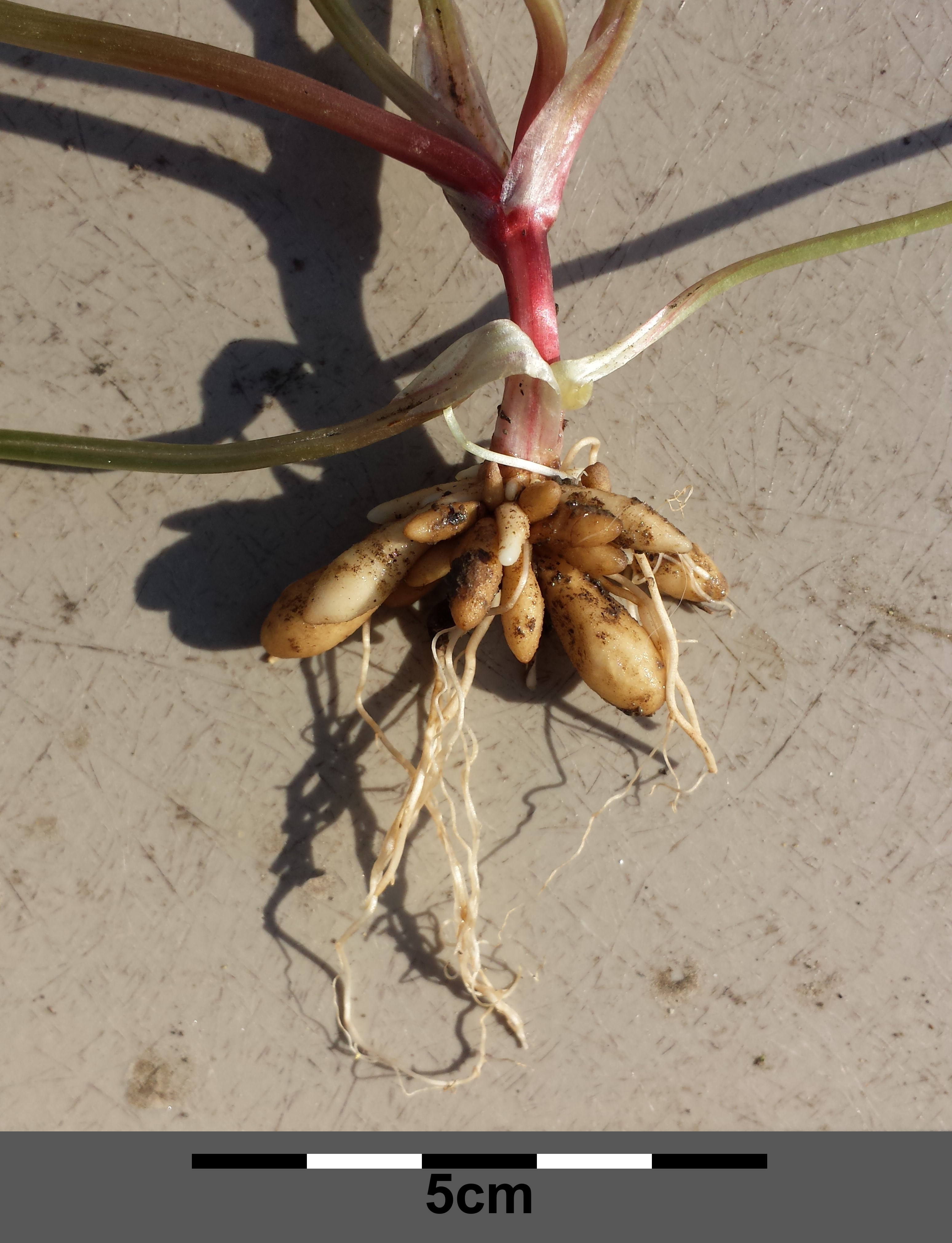
System korzeniowy z bulwami korzeniowymi
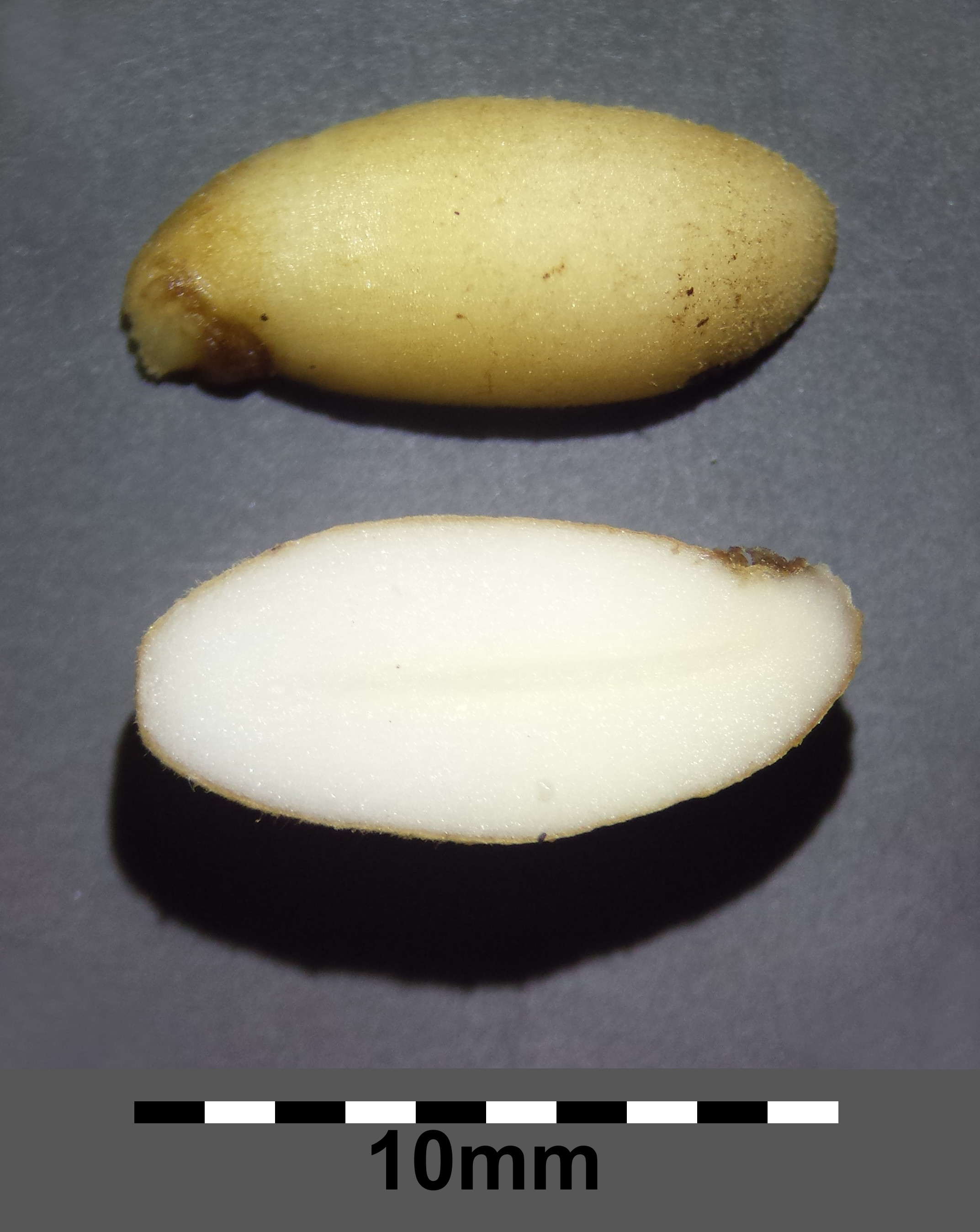
Bulwy korzeniowe
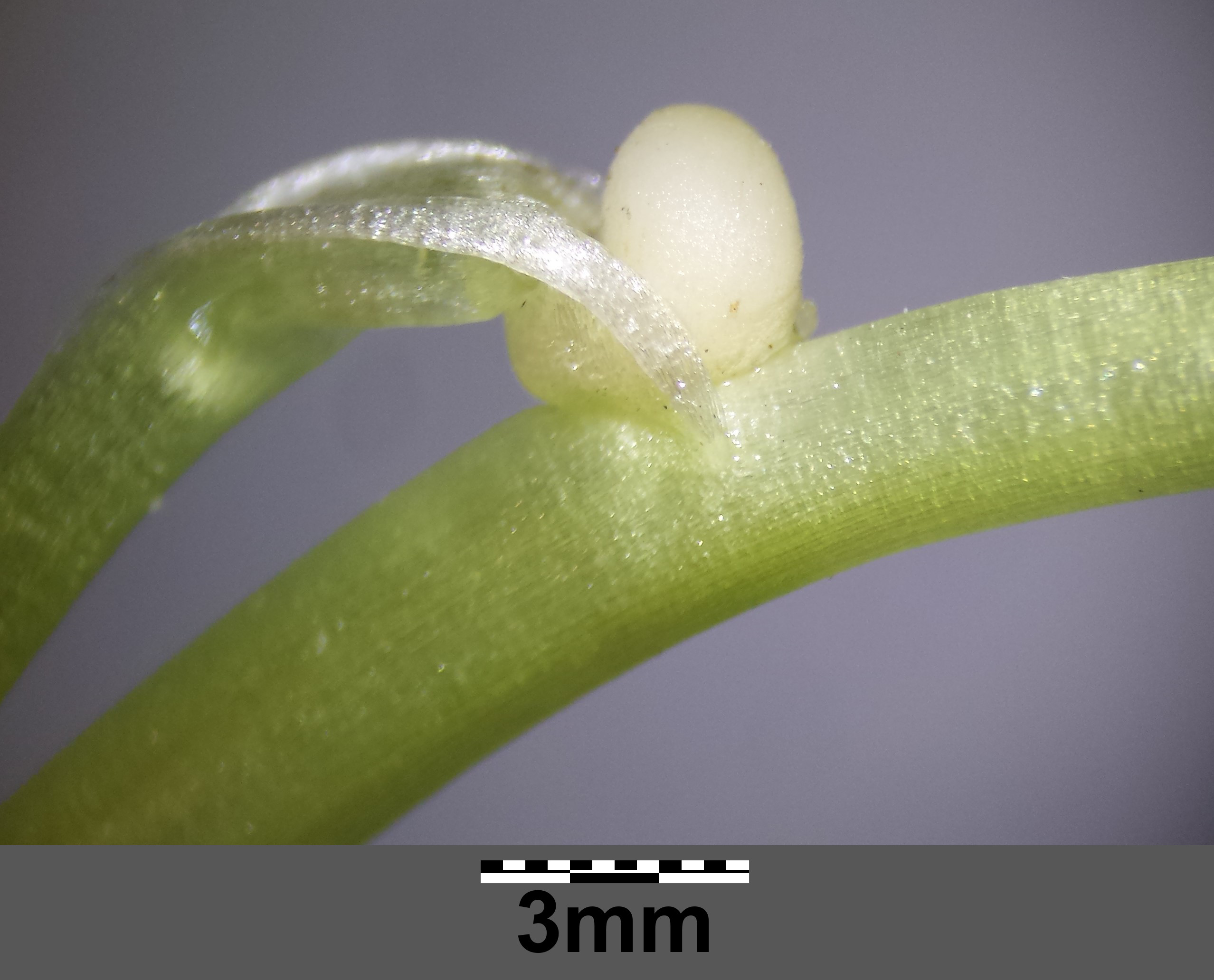
Bulwka w kącie liścia
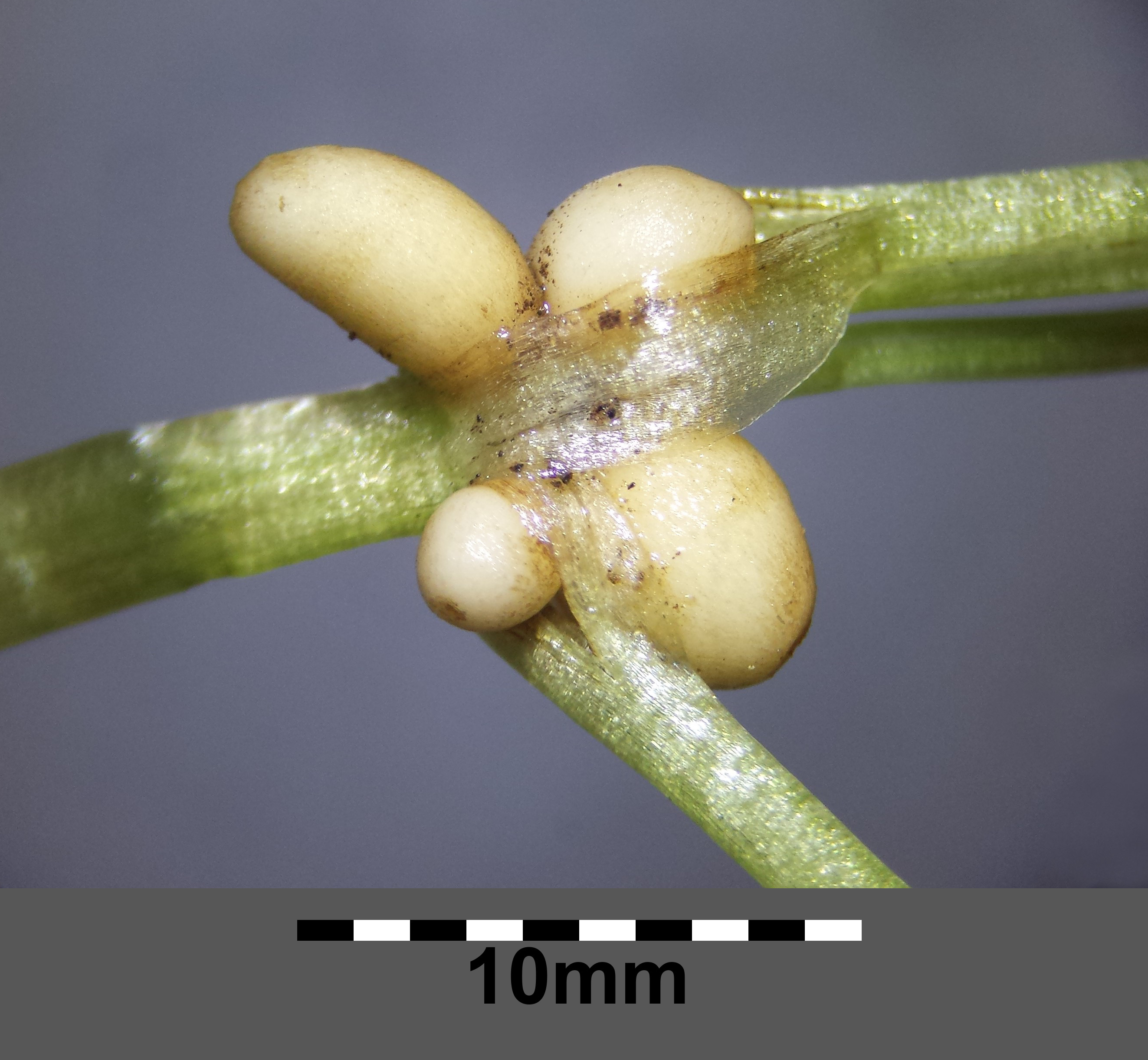
Grupa bulwek wyrastających z jednego węzła

KorzeniePoczątkowo z pędu wyrastają cienkie, białe korzenie korzenie przybyszowe, kolejne, liczne korzenie wykształcają się jako bulwy korzeniowe osiągające od 5 do 100 mm długości, o maczugowatym kształcie, tępo zakończone.
LiścieSkrętoległe, ogonkowe, z pochwiastą nasadą. Dwa do czterech liści odziomkowych o długich ogonkach tworzy rozetę przyziemną. Liście łodygowe mają krótsze ogonki, poza tym są podobne, choć te wyższe zwykle są mniejsze i silniej wcinane. U podgatunku typowego, występującego w Europie Środkowej, po kwitnieniu rozwijają się w kątach dolnych liści łodygowych jajowate, białawe bulwki. Blaszka liściowa jest mięsista, naga, błyszcząca i ciemnozielona, ale też często z jaśniejszymi i ciemniejszymi plamami. Ma zmienny kształt i wielkość – osiąga od 5 do 50 mm długości i szerokości. Zwykle ma kształt okrągło- lub jajowato-sercowaty, brzeg jest cały, karbowany lub wcinany.

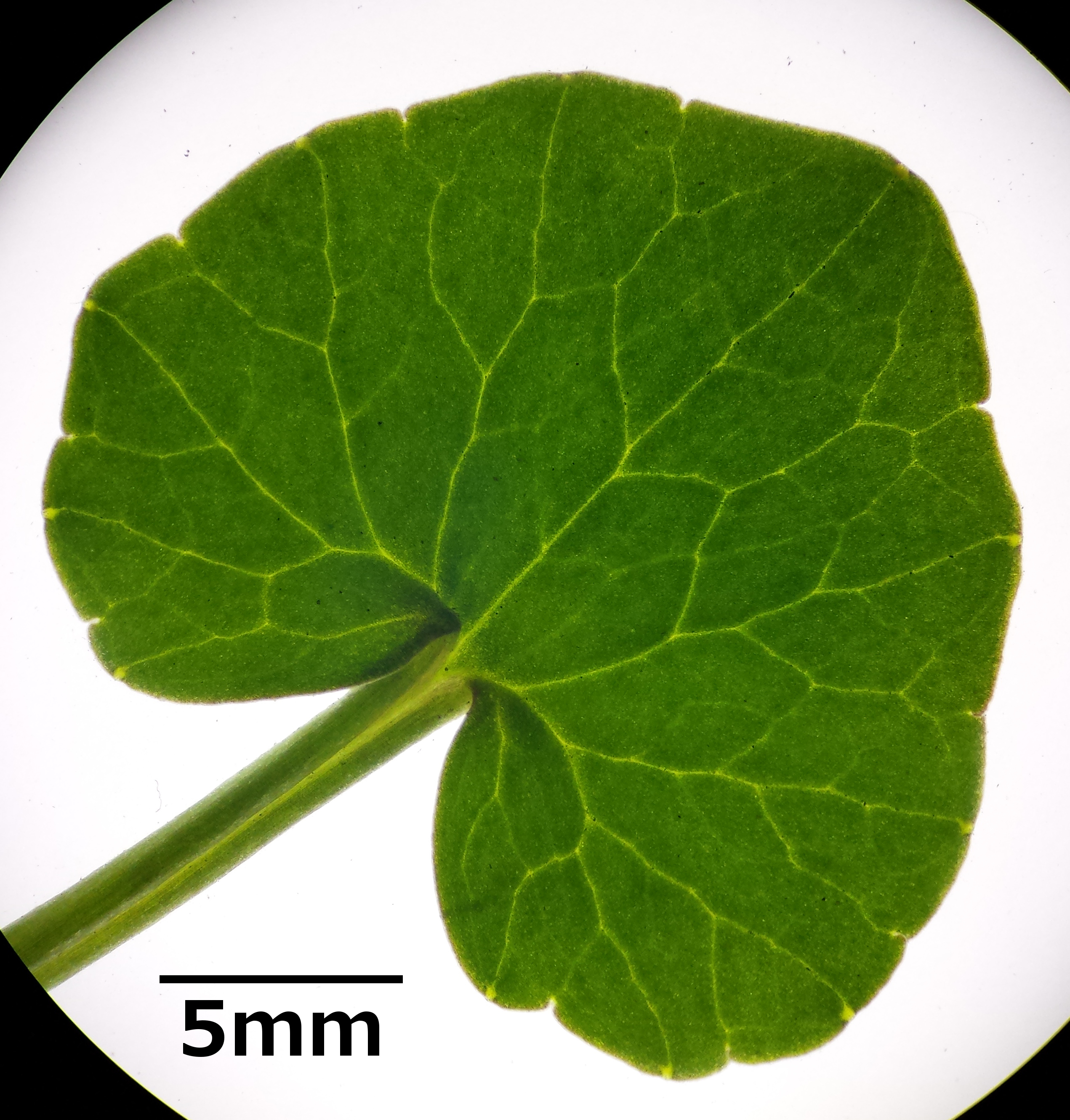
Kształt blaszki liściowej
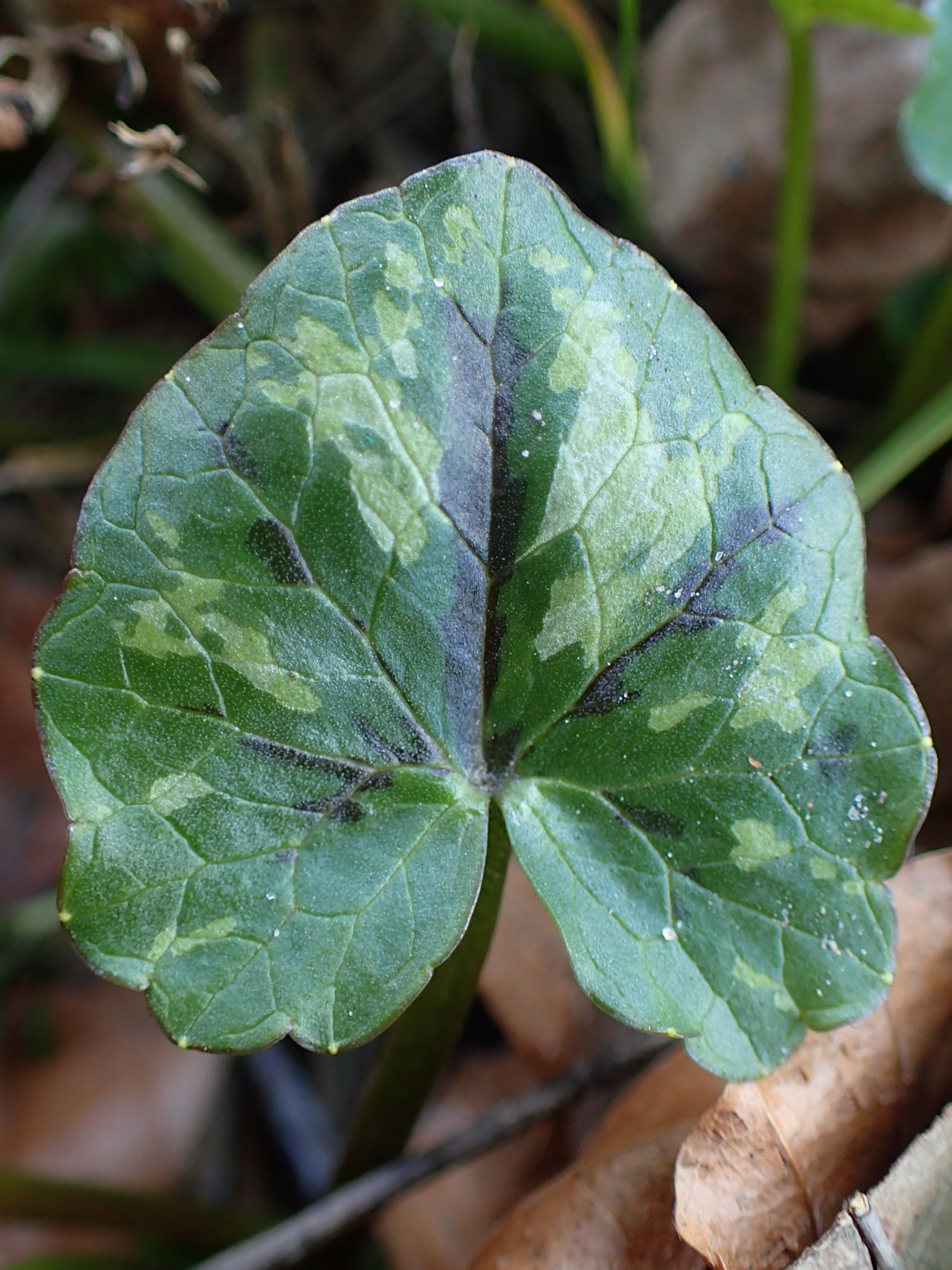
Blaszka często jest plamiasta
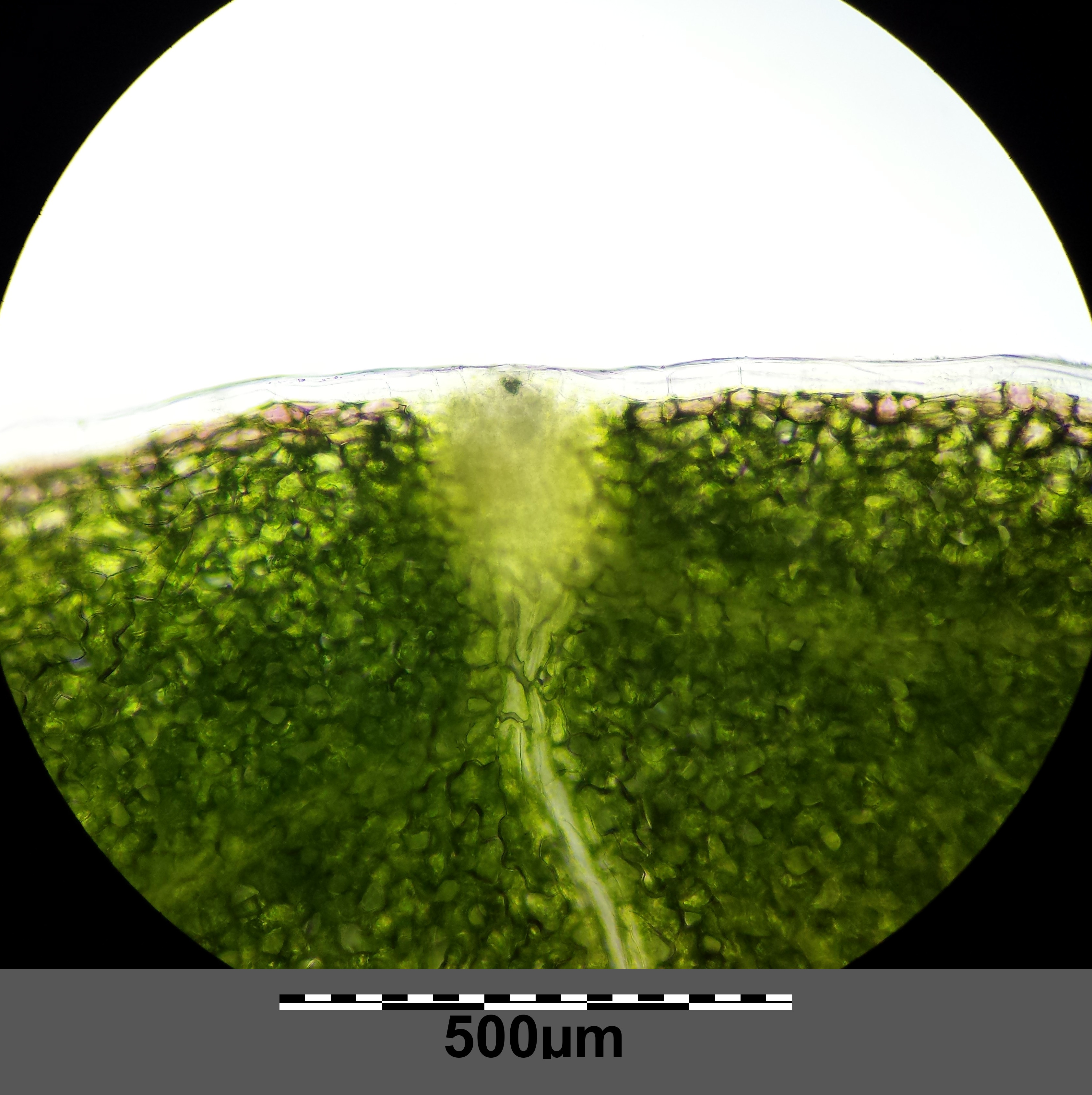
Krawędź blaszki z hydatodą
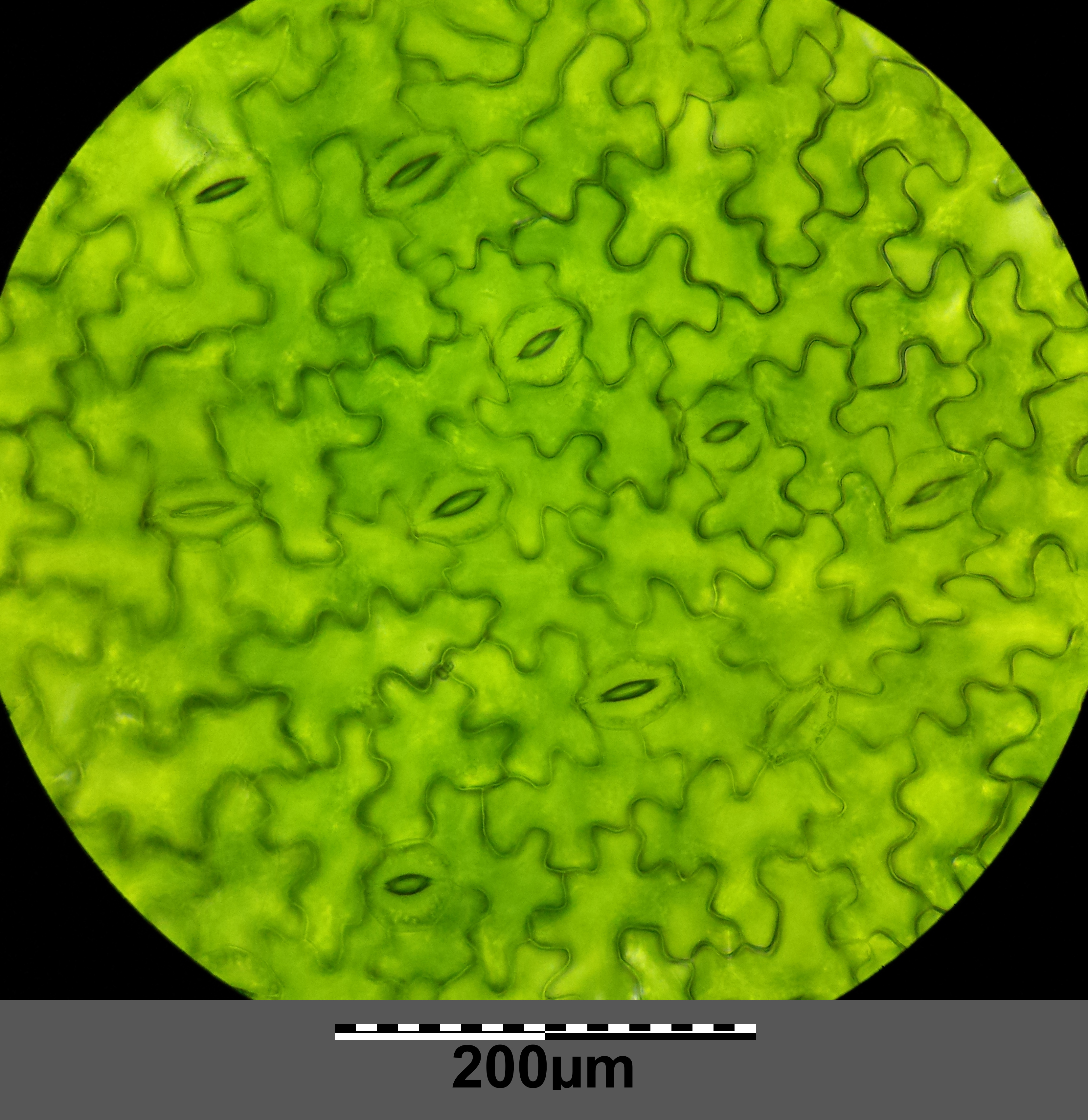
Epiderma z aparatami szparkowymi na dolnej stronie liścia

KwiatyKwiaty pojedyncze, zwykle obupłciowe, rozwijają się na końcach poszczególnych rozgałęzień pędu. U podgatunku typowego o średnicy 13–30 mm (niektóre podgatunki mają większe kwiaty). Okwiat składa się z trzech wolnych, szybko odpadających i zielonkawych działek kielicha o wymiarach 4–9 × 3–6 mm oraz najczęściej 8 wolnych, żółtych płatków korony o wymiarach 6–15 × 2–5 mm. Płatki od wewnątrz są błyszczące, od zewnątrz matowe. Liczba pręcików i słupków jest zmienna w granicach od 5 do 72.
OwoceZwykle nie zawiązują się u podgatunku typowego, występującego w Europie Środkowej, ewentualnie są źle wykształcone (co najwyżej jako kilka luźnych i rozpostartych niełupek w górnej części dna kwiatowego). U innych podgatunków owocami są nagie lub omszone niełupki o wymiarach 2,6–2,8 (do 3,3 mm) × 1,8–2 mm bez dzióbka, zebrane w kulisty owoc zbiorowy, gęsto skupione i w większości wzniesione ku górze. Niełupki zawierają pojedyncze nasiono.

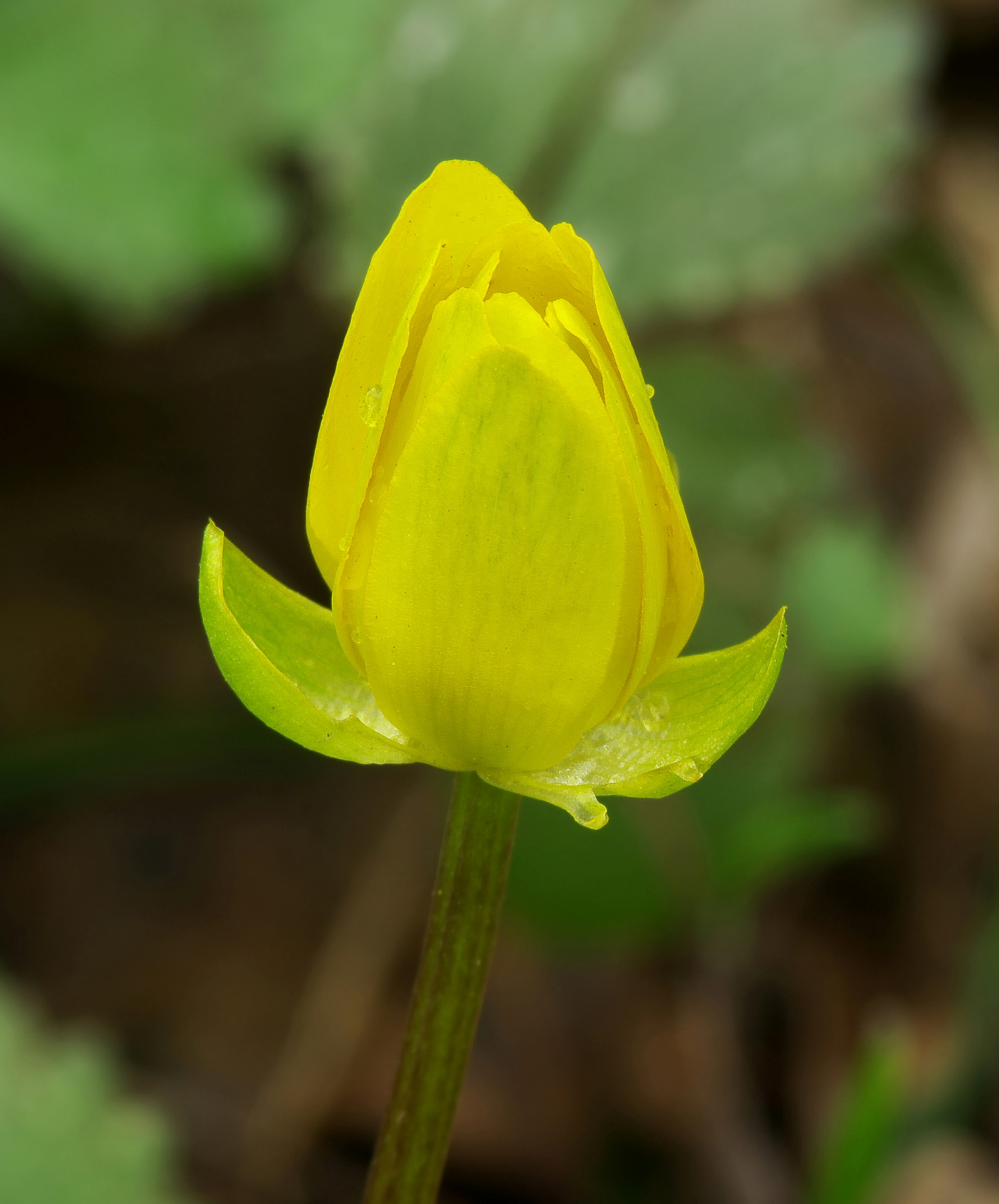
Rozwijający się kwiat
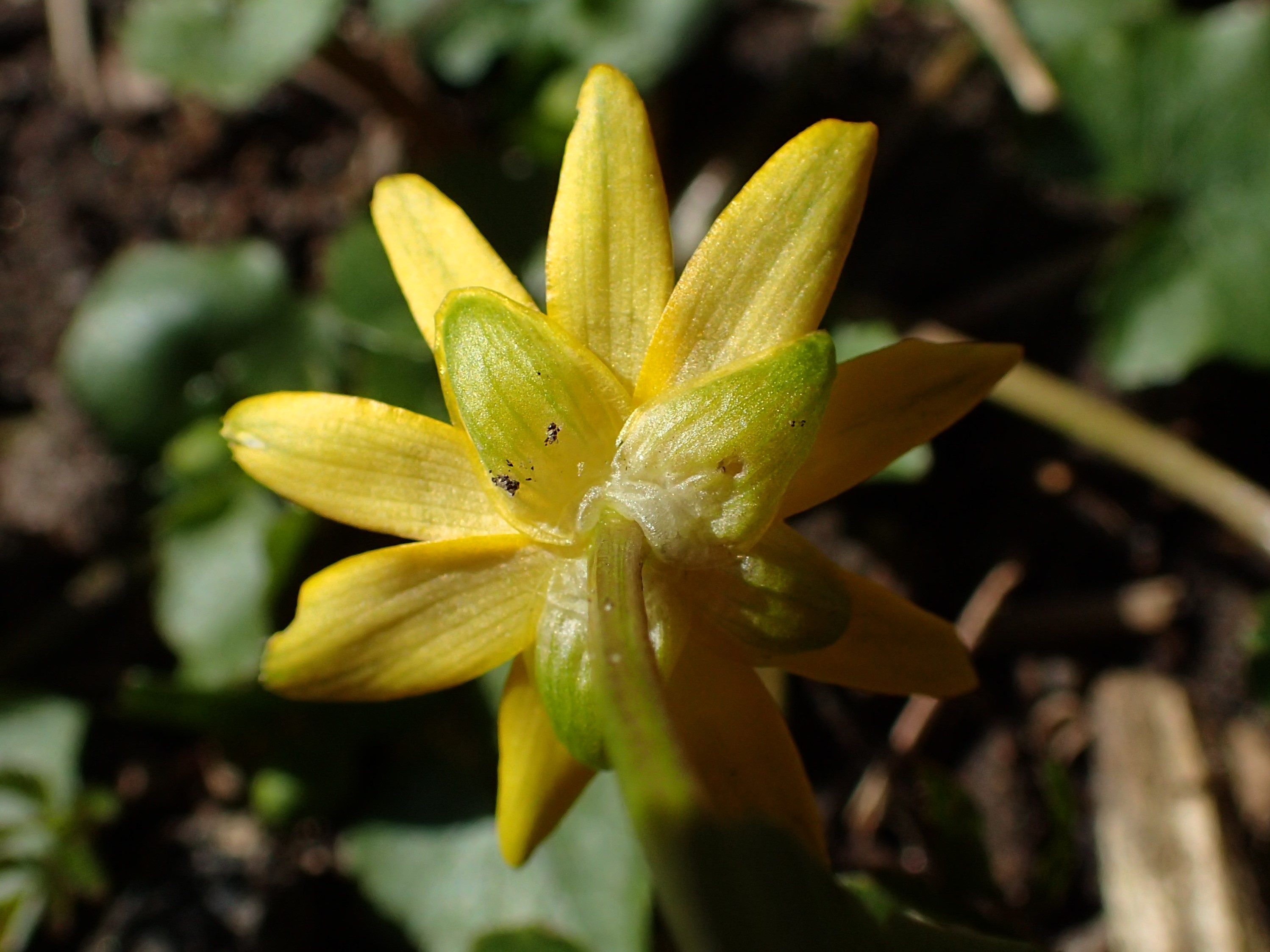
Kwiat od spodu
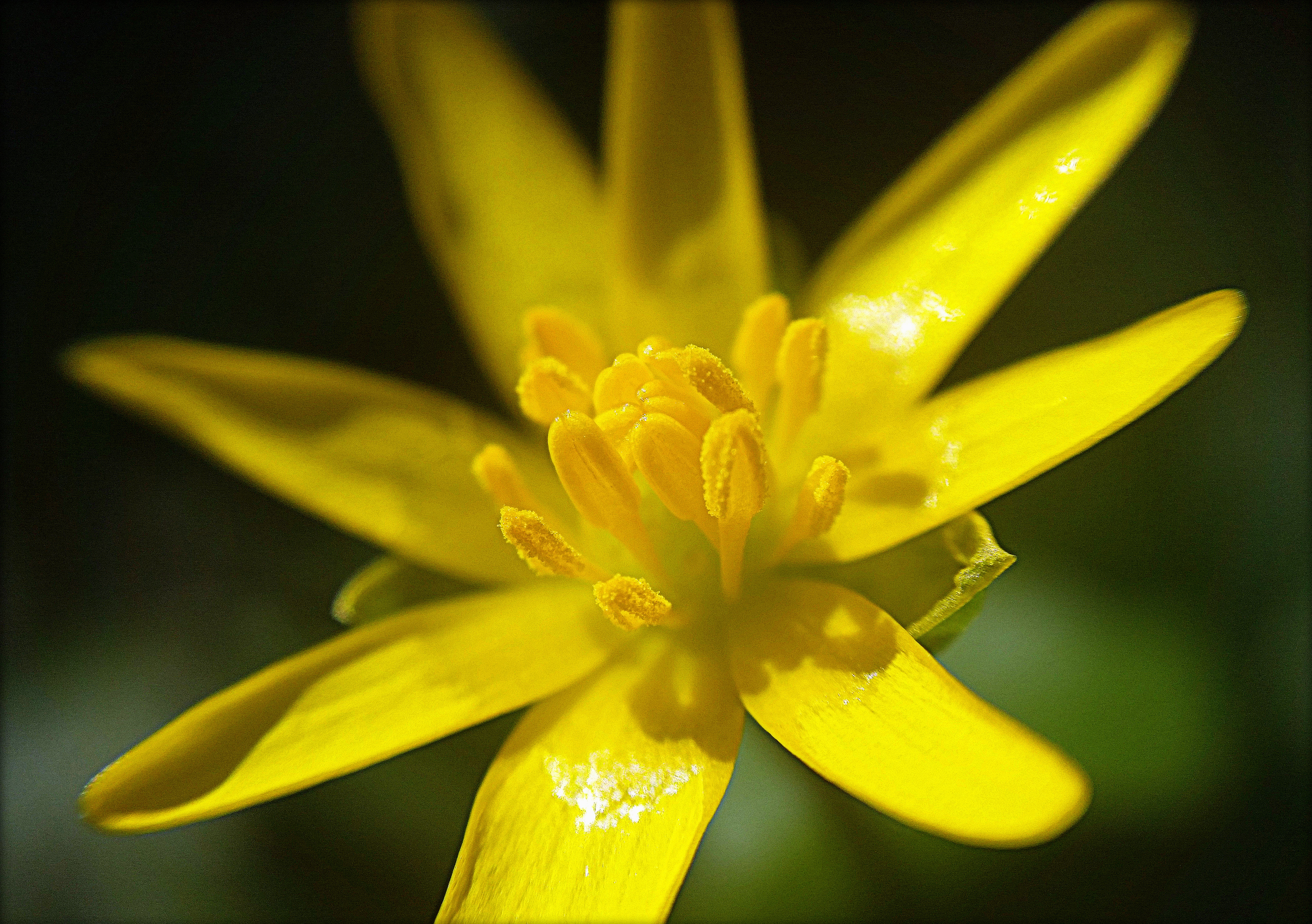
Dojrzałe pręciki

## Biologia

### Rozwój

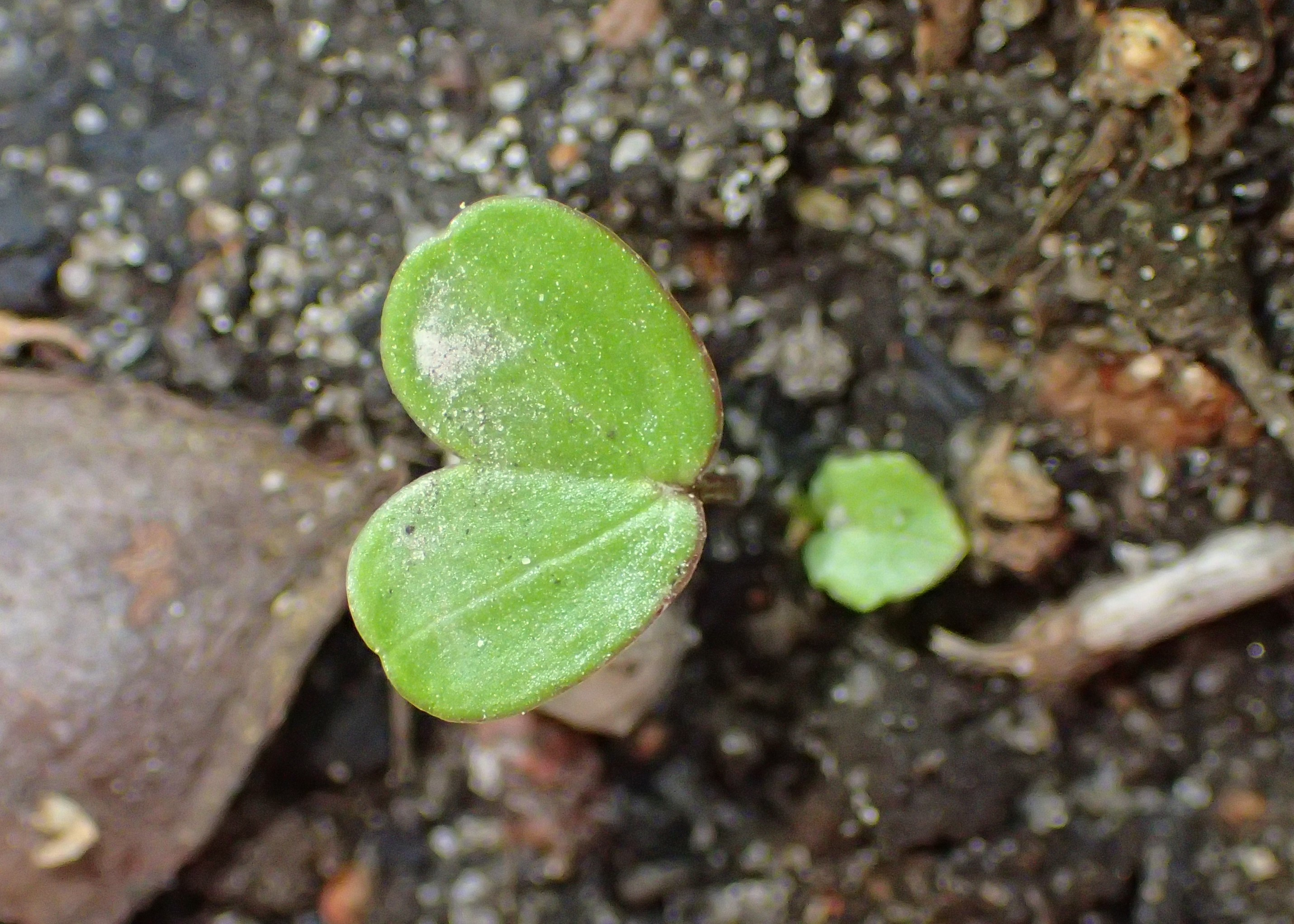
Siewka z charakterystycznie zrośniętymi liścieniami oraz rozwijającym się jednym liściem właściwym

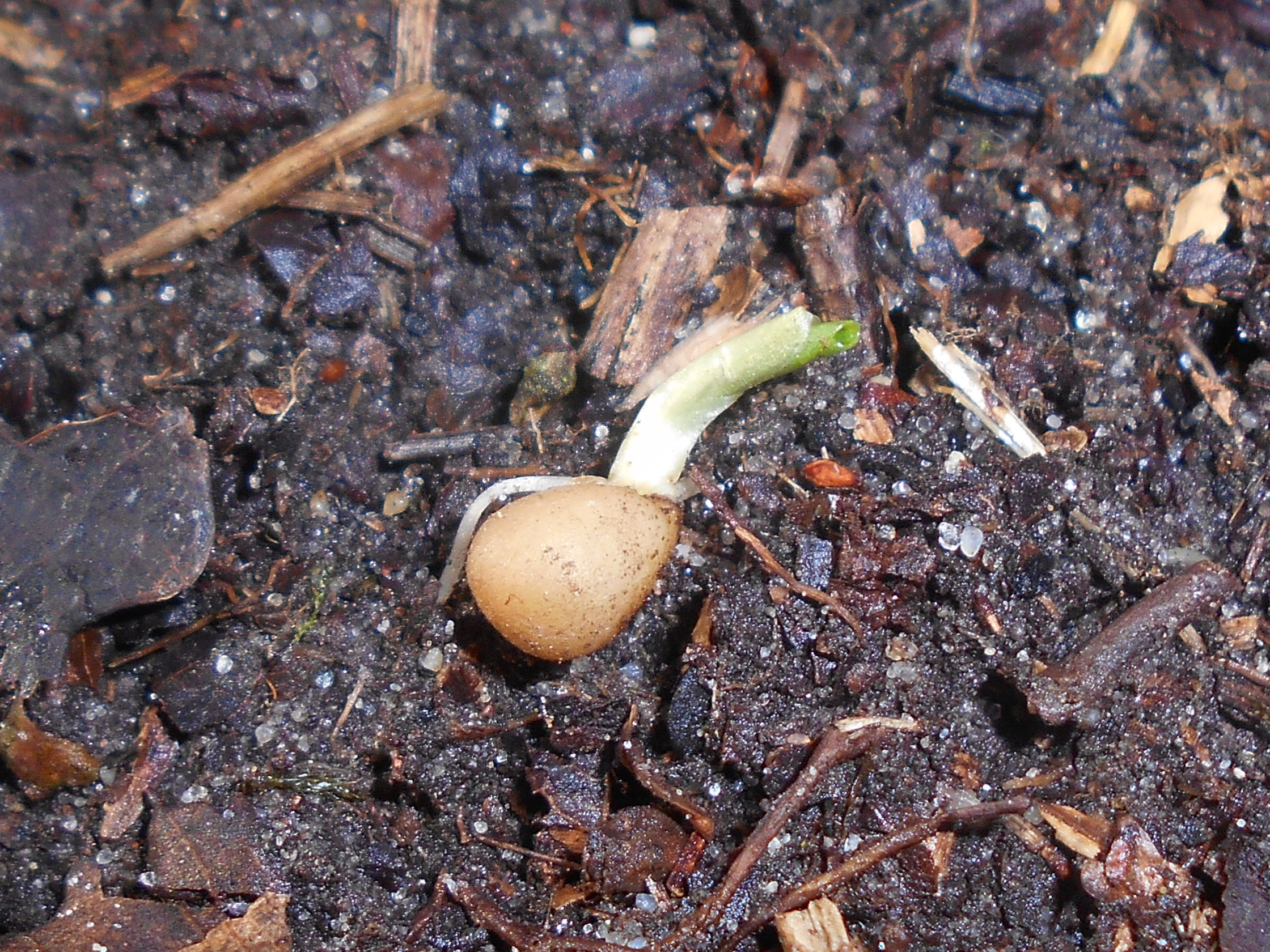
Kiełkująca bulwka wegetatywna F. verna subsp. verna

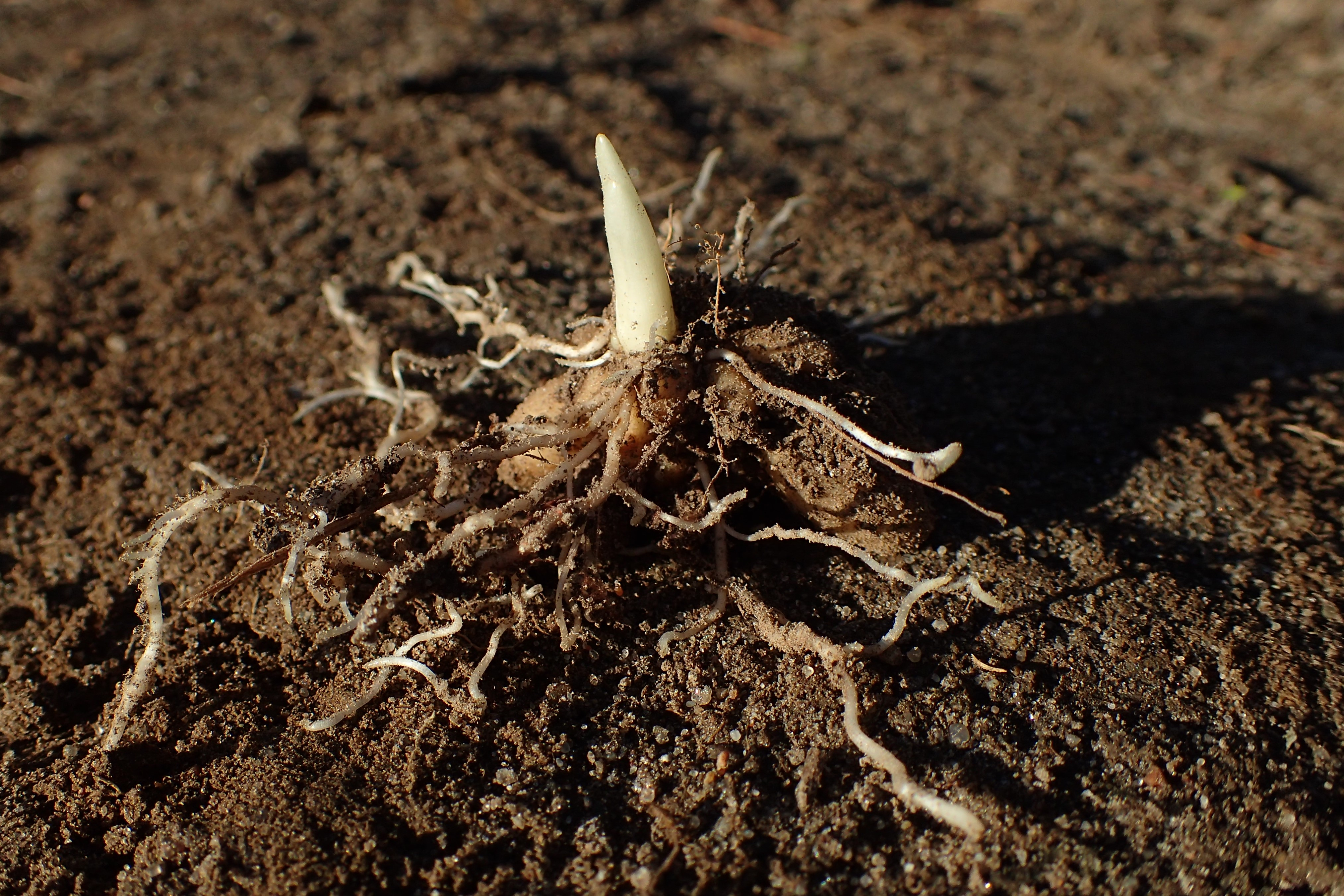
Roślina późną jesienią z rozwijającymi się z bulw korzeniami i pąkiem

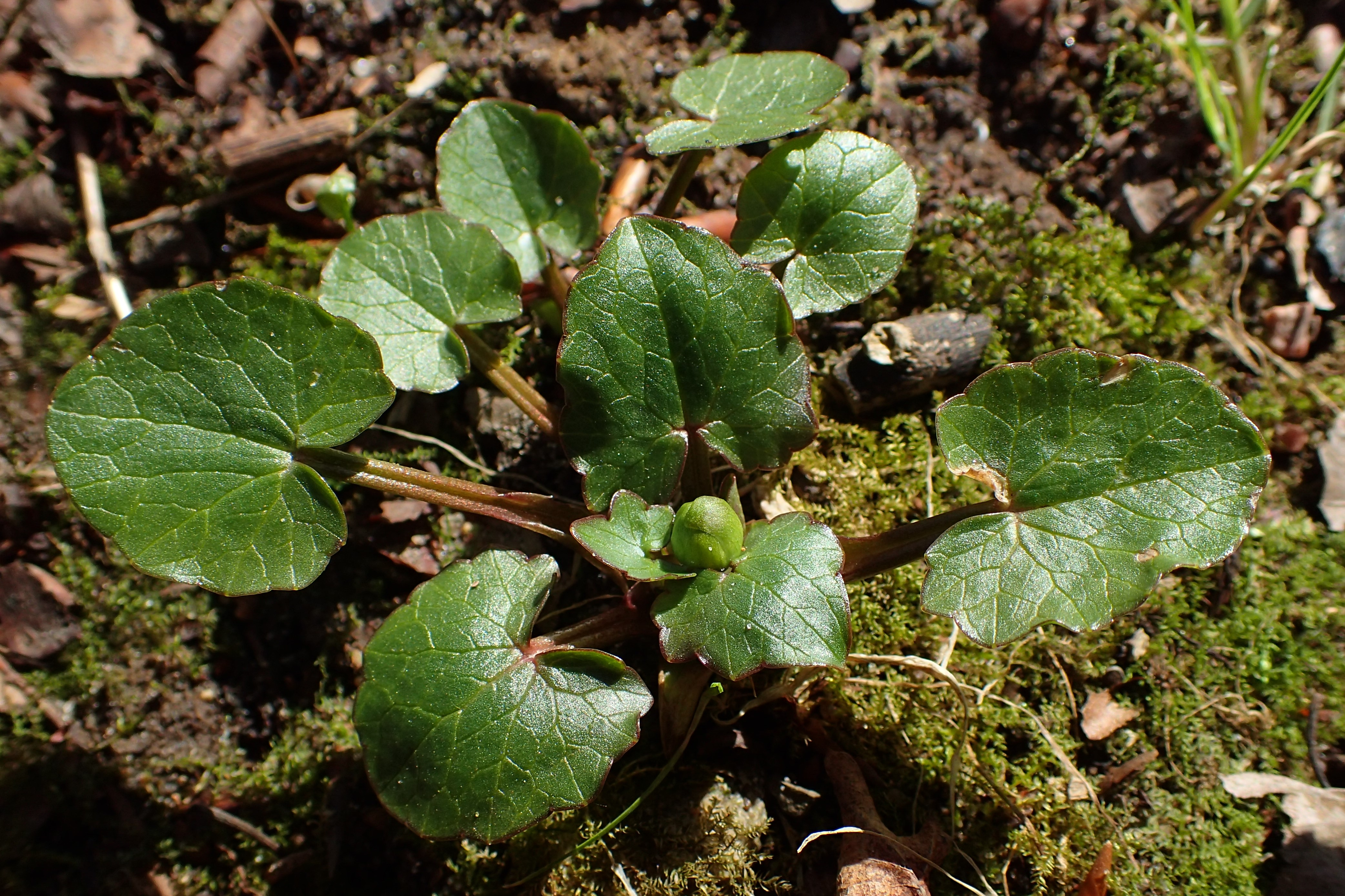
Roślina z liśćmi odziomkowymi wypuszczająca pęd z pąkiem kwiatowym

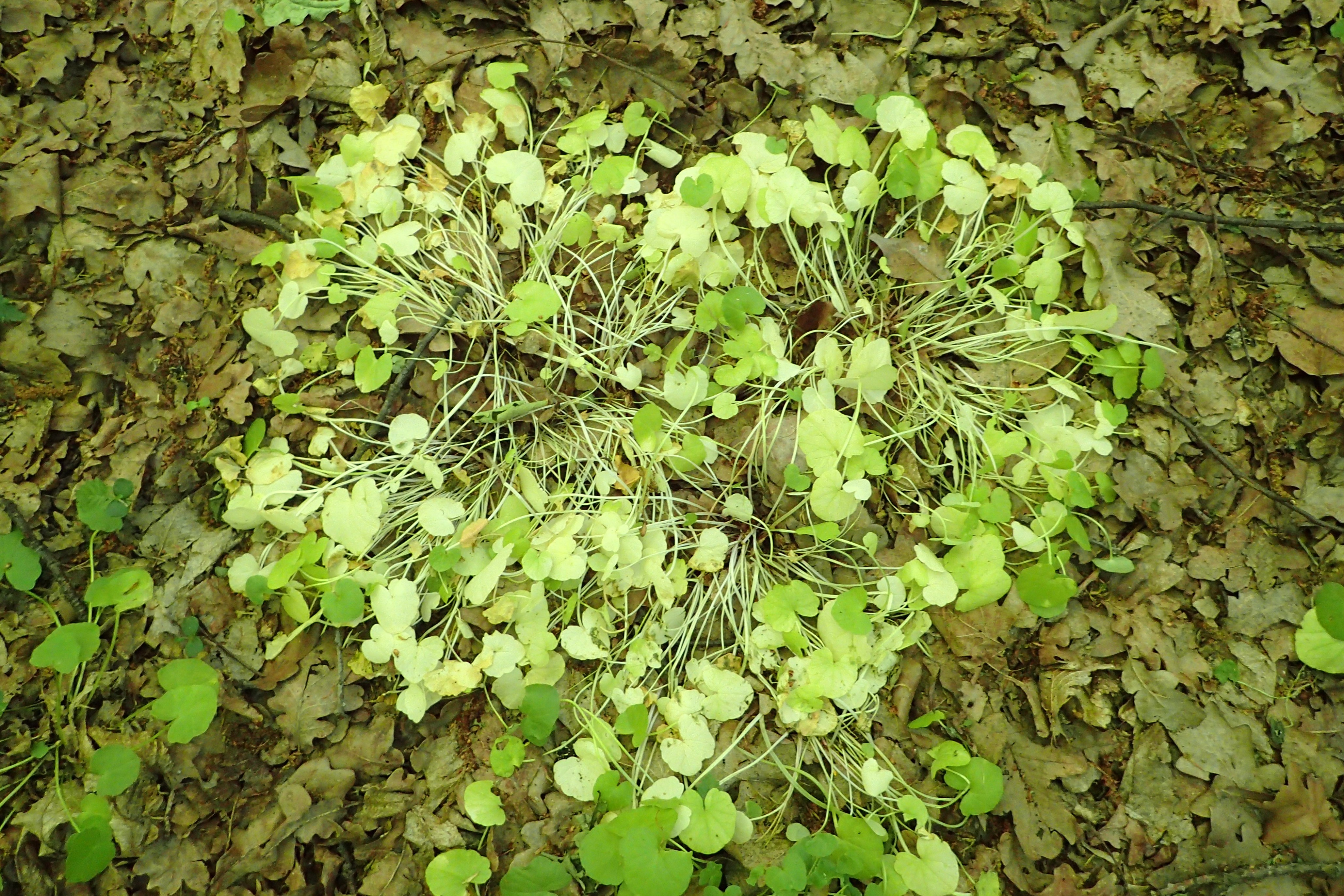
Zamierające pędy nadziemne w maju

Bylina, geofit wiosenny. Rozwija pęd nadziemny w okresie wczesnowiosennym, gdy na drzewach i krzewach brak liści. Okres letni i początek zimy rośliny spędzają w stanie uśpienia w postaci pęku bulw korzeniowych. Gdy pęd nadziemny zaczyna obumierać – na szczycie bulw korzeniowych formuje się przynajmniej jeden, okazały, biały pąk, któremu mogą towarzyszyć mniejsze pąki na sąsiednich bulwach. Pąk ten powiększa się w okresie od końca maja przez następne pół roku, przy czym wzrost następuje zwłaszcza w okresie, gdy temperatury są niższe niż 6 °C, a ustaje zupełnie gdy przekraczają 20 °C. Tempo wzrostu jest skorelowane także z wielkością bulw – na większych pąk jest bardziej okazały. Pąk rozwija się i wczesna faza wzrostu nowego pędu następuje jeszcze w okresie zimowym, czyli w warunkach krótkiego dnia i najniższych temperatur. W Europie Zachodniej w grudniu, a w Środkowej w styczniu – pąk na szczycie bulw korzeniowych zieleni się i wydłuża, wówczas też wyrastają długie, białawe korzenie. Pierwszych kilka liści jest łuskowatych i dopiero około połowy stycznia w Europie Zachodniej, a w Środkowej ok. miesiąc później – pojawiają się pierwsze liście odziomkowe. Po zakończeniu rozwoju włóknistych korzeni tworzyć się zaczynają nowe bulwy korzeniowe. Pęd kwiatonośny tworzy się w centrum rozety liści odziomkowych i od razu zwieńczony jest wyraźnym pąkiem kwiatowym.
Kwitnienie ma szczyt zwykle w końcu marca i trwa przez kwiecień, w Europie Środkowej i Wschodniej może przeciągnąć się do maja. Kwitnienie ziarnopłonu jest wskaźnikiem fenologicznego przedwiośnia. Pręciki i słupki dojrzewają prawie równocześnie – przy czym najpierw jednak pręciki znajdujące się w najbardziej zewnętrznej części kwiatu. Kwiaty mają miodniki w postaci małej łuski u nasady każdego płatka i są zapylane zwykle przez wabione nektarem owady (błonkoskrzydłe i muchówki). Gdy do zapylenia krzyżowego nie dojdzie – może nastąpić samozapylenie, jednak najwyraźniej zdarza się to rzadko. Kwiaty otwierają się tylko za dnia, kierując się w stronę słońca, natomiast nocą i w czasie deszczu zamykają się, co chroni organy generatywne przed uszkodzeniem z powodu niskich temperatur oraz zmniejsza ryzyko zjedzenia ich przez roślinożerców. Kwiaty wykonują ruchy termonastyczne przy różnicy temperatury wynoszącej 5–10 °C.
Nasiona powstają bardzo nielicznie u podgatunków poliploidalnych (większość kwiatów jest bezpłodnych – ich pyłek jest płonny), ale obficie u diploidalnych. Na jednej roślinie diploidalnej rozwija się średnio ponad 70 nasion (maksymalnie do ok. 150), przy czym około 1/3 owoców formy diploidalnej nie zawiera wykształconego nasiona. Na roślinach tetraploidalnych powstają średnio tylko dwa nasiona, maksymalnie do 10–15. Nasiona szybko opadają na ziemię – około połowy maja do czerwca. Posiadają elajosom i roznoszone są przez mrówki. Nasiona kiełkują wiosną następnego roku, przy czym przejście przez okres chłodny jest niezbędne do rozpoczęcia kiełkowania. Po wydaniu nasion pędy nadziemne w czerwcu żółkną i zanikają.
Kiełkowanie jest epigeiczne. Najpierw pojawia się i wydłuża korzeń pierwotny, następnie rozwija się pojedynczy liścień sercowatego kształtu (powstał w wyniku zrośnięcia pierwotnie dwóch liścieni – liczby typowej dla roślin dwuliściennych). Liścień osadzony jest na ogonku, który osiąga od 1,5 do 4 cm długości. Nasada i szczyty obu klap blaszki są zaokrąglone. W ciągu 2–3 miesięcy po rozpoczęciu kiełkowania rozwijać się zaczyna pierwsza bulwa korzeniowa. W ciągu pierwszego sezonu liście właściwe się nie rozwijają, ewentualnie pod jego koniec pojawiają się jeden, rzadko dwa liście.
Podgatunek typowy (tetraploidalny) występujący w Europie Środkowej, wobec znikomej produkcji nasion, rozmnaża się głównie wegetatywnie za pomocą bulw korzeniowych oraz bulwek łodygowych (rozmnóżek wegetatywnych). Powstają one w wyniku modyfikacji korzenia przybyszowego wyrastającego z węzła i może takich bulwek rozwinąć się kilka w jednym węźle. Pierwsza z nich związana jest z pąkiem znajdującym się w kącie liścia i łodygi i zwykle jest najdłuższa w grupie. Grupa bulwek wyrastająca z jednego węzła pozostaje ze sobą złączona i opada razem na ziemię, gdy pęd nadziemny ziarnopłonu zaczyna obumierać. Budowa anatomiczna bulwek i bulw korzeniowych jest podobna do korzeni – różnią się słabym rozwojem walca osiowego i silnym rozwojem kory pierwotnej, w której komórkach magazynowane są ziarna skrobi. Na dziesięciu roślinach wytwarzających bulwki zebrano ich 195, z czego 81% skiełkowało. Masowe wytwarzanie i gromadzenie się bulwek na powierzchni gleby nazwane było w krajach anglosaskich potato rain („deszcz ziemniaków”), a na ziemiach polskich „pszennym deszczem” i występować miało na powierzchni gleby po obfitych deszczach wiosennych.
Bulwki i bulwy korzeniowe są przemieszczane przez zwierzęta, zwłaszcza naruszające powierzchnię ziemi i żerujące w miejscach występowania ziarnopłonów. Są też one przenoszone przez wody w okresie wezbrań. Rozprzestrzenianiu się ich na terenach zaburzonych lub użytkowanych przez człowieka sprzyja wykonywanie prac ziemnych, przekopywanie lub oranie.
Dzięki rozmnażaniu wegetatywnemu podgatunki tri- i tetraploidalne tworzą często rozległe łany w miejscach występowania, podczas gdy podgatunki diploidalne, rozprzestrzeniające się dzięki nasionom, rosną zwykle pojedynczo i w różnej wielkości grupach. Rośliny wyrastające z bulwek w niewielkiej części zakwitają już w pierwszym roku rozwoju, podczas gdy rośliny wyrastające z nasion kwitnąć zaczynają najwcześniej w drugim roku życia.

### Fitochemia i właściwości toksyczne
Z substancji czynnych ziarnopłon zawiera alkaloidy (chelidoninę i cholerytynę), saponiny (fikarynę), garbniki, flawonoidy i liczne kwasy organiczne, w tym duże ilości kwasu askorbinowego (witaminy C).
Cała roślina w okresie kwitnienia i później jest trująca z powodu typowego dla przedstawicieli jaskrowatych glikozydu – ranunkuliny, rozkładającego się na anemoninę i protoanemoninę. Ta druga jest lotną substancją o ostrym zapachu i palącym smaku, działającą silnie toksycznie zwłaszcza na błony śluzowe i skórę. Najwięcej jest jej po przekwitnieniu lub w czasie kwitnienia. Przed kwitnieniem roślina najwyraźniej nie jest toksyczna – nie jest gorzka i jej różne części są jadalne. Największe stężenia protoanemoniny występują w łodygach i kwiatach. Toksynę eliminuje suszenie – następuje dimeryzacja trującej protoanemoniny w nietoksyczną anemoninę, ulegającą następnie hydrolizie w także nietoksyczne kwasy dikarboksylowe. Rozkład toksyn powoduje także obróbka cieplna.
W przypadku kontaktu ze skórą dojść może do podrażnienia i zaczerwienienia, odczuwania bólu, a nawet powstania wrzodów, pęcherzy i objawów stanu zapalnego. Wrażliwe na kontakt są spojówki, które łatwo i mocno się podrażniają, bolą, zaczerwieniają się i silnie łzawią.
Rzadko dochodzi do zatrucia ziarnopłonem z powodu gorzkiego i piekącego smaku protoanemoniny. W przypadku spożycia dochodzi do silnego podrażnienia błon śluzowych przewodu pokarmowego i czasem poważnych zaburzeń żołądkowo-jelitowych. Odczuwane są bóle w jamie ustnej i brzuchu, w jamie ustnej silnie wydzielana jest ślina, pojawić się mogą nadżerki błon śluzowych, także gardła. Wystąpić mogą nudności i wymioty, w tym krwawe. Zdarzyć się może w efekcie także odwodnienie i zaburzenia elektrolitowe. Ziele może działać hepatotoksycznie – udokumentowano pojedynczy przypadek zapalenia wątroby spowodowany doustnym przyjmowaniem ekstraktu z ziarnopłonu w celu leczenia hemoroidów.

### Genetyka
Podgatunki wytwarzające bulwki w węzłach łodygi są tetraploidami o liczbie chromosomów wynoszącej 2n = 32 (subsp. bulbilifera i ficariiformis), podczas gdy podgatunki ich nie wytwarzające są diploidami, u których 2n = 16. W miejscach gdzie nadkładają się zasięgi podgatunków różniących się ploidalnością (na przykład w Wielkiej Brytanii), występują mieszańce, w tym także triploidy (2n = 24; F. verna subsp. fertilis × subsp. bulbilifera).
Stwierdzono występowanie dwóch linii różniących się wielkością genomu u najbardziej rozpowszechnionego podgatunku tetraploidalnego – subsp. bulbilifera (=subsp. verna). Na zachód od Renu wielkość genomu wynosi 34,2 pg i zasięg tej linii mieści się w obrębie zasięgu diploidalnego podgatunku F. verna subsp. fertilis. W Europie Środkowej i Wschodniej wielkość genomu u podgatunku tetraploidalnego wynosi 31,3 pg. Sugeruje się w związku z tym, że linia zachodnia subsp. bulbilifera powstała w wyniku autotetraploidyzacji subsp. fertilis, podczas gdy prekursorem linii wschodniej był subsp. calthifolia.

## Ekologia

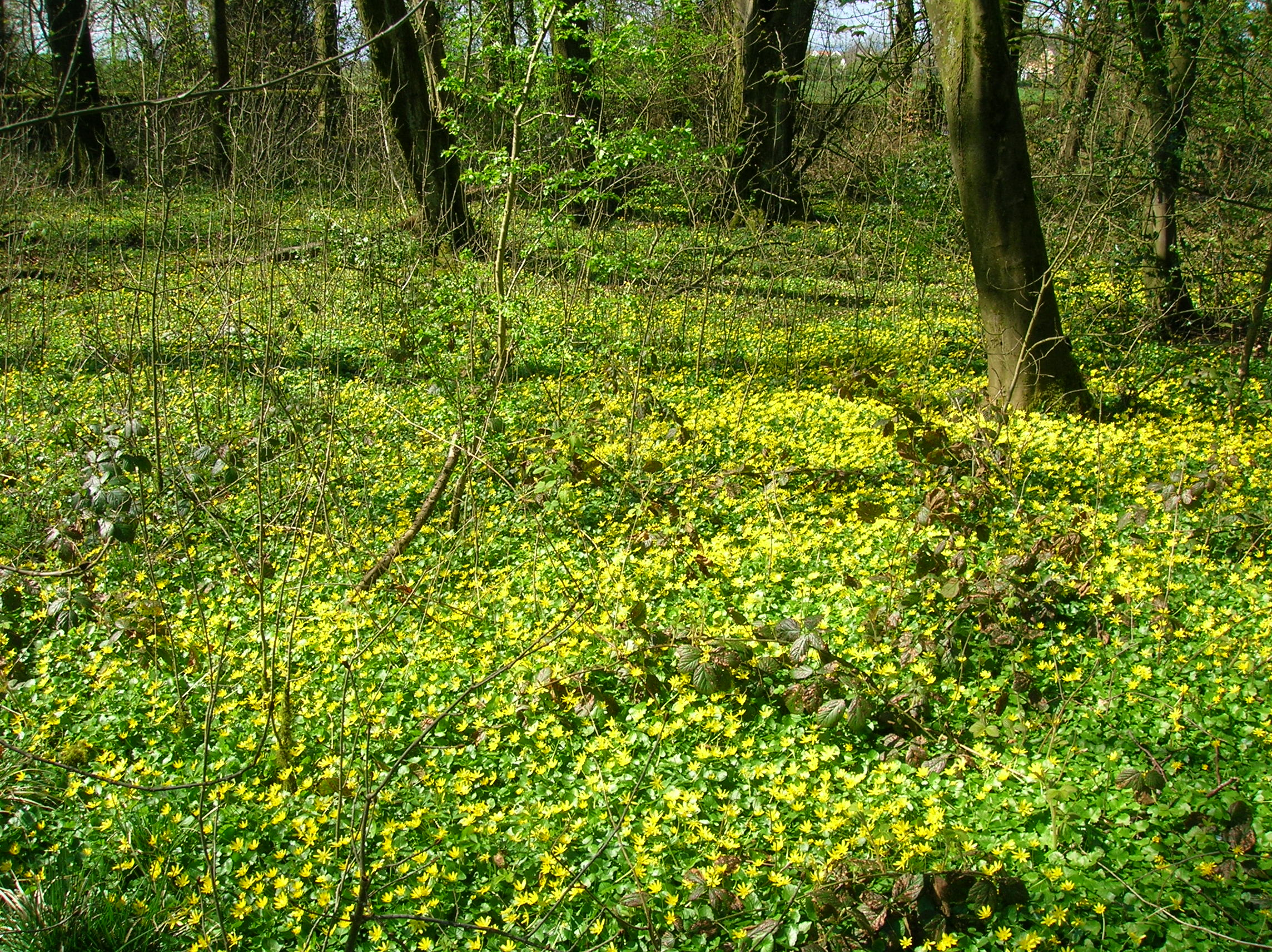
Aspekt z kwitnącym ziarnopłonem w runie wiosennego lasu (Szkocja)

### Siedlisko
Ziarnopłon wiosenny rośnie najczęściej w żyznych lasach liściastych, zwłaszcza w lasach łęgowych i w wilgotnych grądach, unika natomiast lasów na glebach kwaśnych i ubogich, np. kwaśnych buczyn i kwaśnych dąbrów. Poza tym występuje na wilgotnych łąkach i pastwiskach, w zaroślach, nad brzegami potoków i źródeł, często też w parkach i ogrodach jako chwast. Utrzymuje się także na wykaszanych przydrożach i trawnikach.
Preferuje miejsca słabo nachylone, na stokach utrzymuje się tylko w pobliżu wypływów wód. W pełni sezonu wegetacyjnego stanowiska ziarnopłonu wiosennego często są silnie zacienione, przy czym cieniste miejsca preferuje podgatunek typowy (rozmnażający się głównie wegetatywnie tetraploid), podczas gdy zachodnioeuropejski diploidalny podgatunek płodny rośnie zarówno w miejscach latem ocienionych, jak i w miejscach nasłonecznionych. Niektóre podgatunki, jak calthifolia, preferują nawet siedliska nasłonecznione takie jak murawy stepowe i widne zarośla. Rośliny rosnące w miejscach lepiej nasłonecznionych kwitną obficiej i mają lepiej rozwinięty system korzeniowy. Gleba na stanowiskach ziarnopłonu jest zróżnicowana, w szerokich zakresach odczynu pH, składu chemicznego i mechanicznego. Podgatunek płodny (zachodnioeuropejski subsp. fertilis) dobrze rośnie jednak na glebach lekko zakwaszonych (od 4,4 do 6,9 pH), podczas gdy podgatunek wegetatywny (środkowoeuropejski subsp. verna) preferuje gleby obojętne i lekko zasadowe (od 6,5 do 7,9 pH), zasobne w węglan wapnia. Podgatunek ten na glebach zakwaszonych wytwarza mniej i mniejsze bulwy korzeniowe i zmniejsza liczbę powstających bulwek w kątach liści. Oba najbardziej rozpowszechnione podgatunki preferują siedliska wilgotne i mokre lub zalewane okresowo. Ziarnopłon kusy (subsp. calthifolia) rośnie często z kolei w miejscach suchych i na glebach zasolonych. W okresie spoczynku letniego rośliny nawet rozwijające się wiosną w miejscach wilgotnych dobrze znoszą susze. Zaczynając rozwój jeszcze w miesiącach zimowych ziarnopłon cechuje się dużą odpornością na mróz (młode liście przeżywają co najmniej –9,5 °C).
W górach zanika w piętrze pogórza, rzadki jest w reglu dolnym – osiąga do 1200 m n.p.m. w Tatrach i 1620 m n.p.m. w Alpach.
W typologii siedliskowej lasów Europy Środkowej gatunek jest wskaźnikowy dla siedliska lasu wilgotnego (Lw) i olsu jesionowego (OIJ).

### Fitosocjologia i interakcje międzygatunkowe

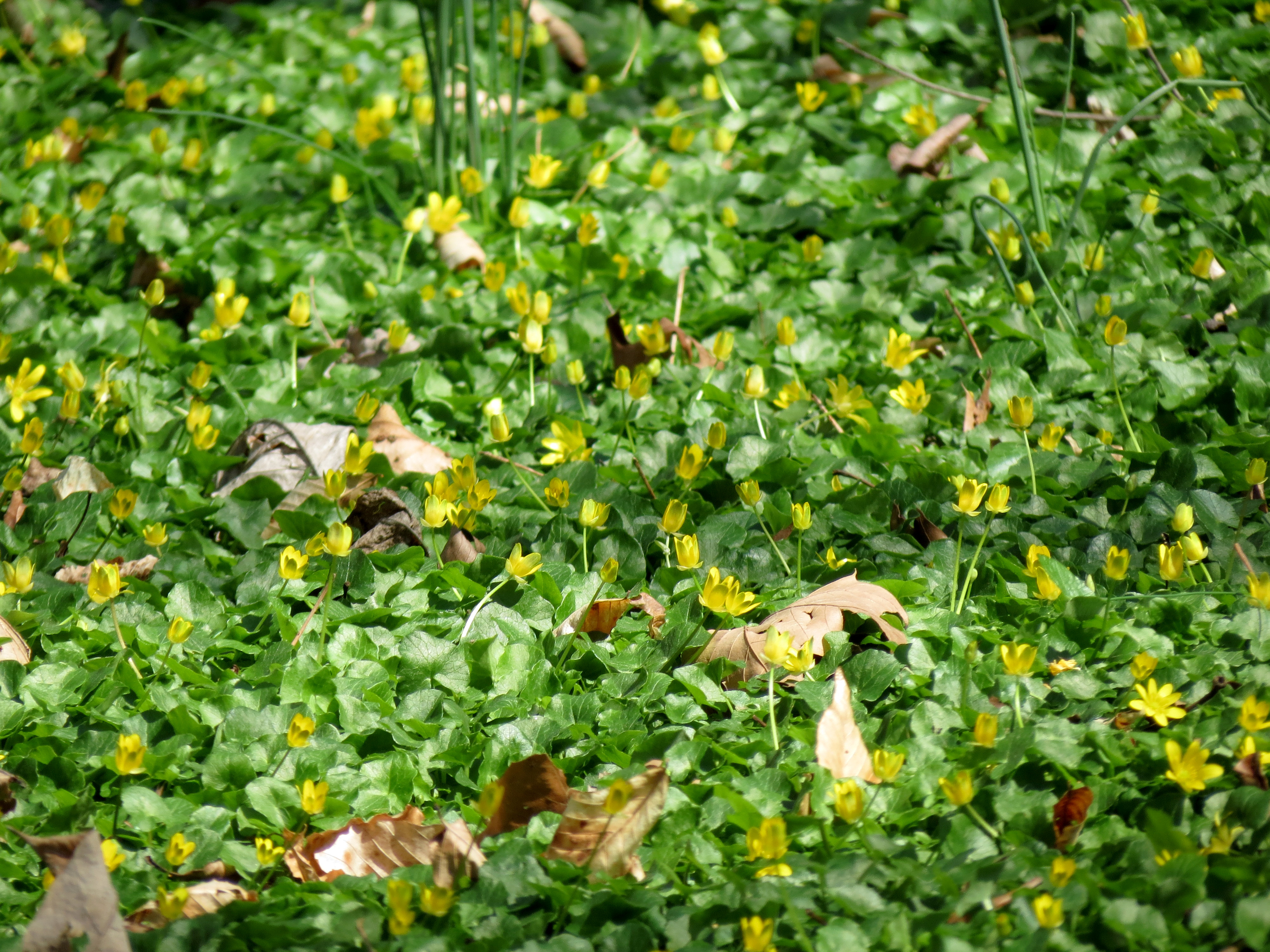
Zwarty kobierzec inwazyjnego ziarnopłonu uniemożliwia rozwój rodzimych gatunków amerykańskich (Rock Creek Park, Waszyngton, USA)

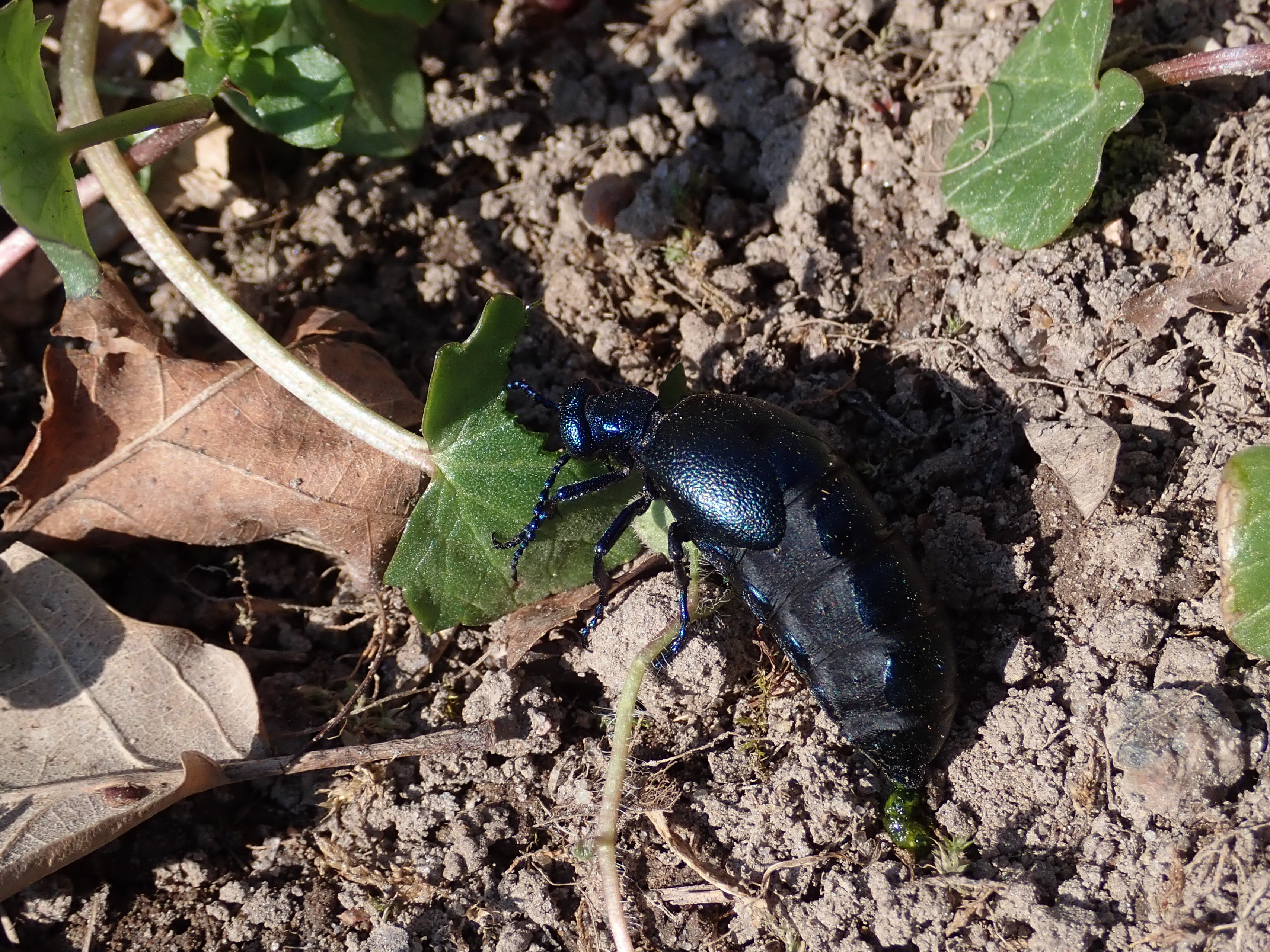
Oleica krówka żerująca na ziarnopłonie

W lasach rośnie najczęściej pod okapem takich drzew jak: dąb szypułkowy i bezszypułkowy, jesion wyniosły, buk zwyczajny, wiąz górski, grab pospolity, klon jawor i olsza czarna, poza tym w zaroślach leszczyny pospolitej i czeremchy zwyczajnej oraz pod wierzbami. W warstwie runa w zbiorowiskach leśnych i zaroślowych do często towarzyszących gatunków należą: szczyr trwały, jaskier różnolistny, zawilec gajowy, czosnek niedźwiedzi, kuklik pospolity, pokrzywa zwyczajna. Poza lasami ziarnopłon wiosenny rośnie w różnych zbiorowiskach trawiastych, np. na łąkach, w zbiorowiskach okrajkowych z klasy Artemisietea. Podgatunek tetraploidalny subsp. bulbilifera preferuje wilgotne i mokre łąki kaczeńcowe (Calthion), podczas gdy podgatunki diploidalne (subsp. calthifolia i fertilis) rosną poza lasami zwykle na łąkach świeżych (Arrhenatheretalia elatioris) lub nawet w ciepłych murawach.
W klasyfikacji zbiorowisk roślinnych Europy Środkowej gatunek charakterystyczny dla rzędu (O.) Fagetalia, związku (All.) Alno-Ulmion, zespołu (Ass.) łęgu jesionowo-wiązowego Ficario-Ulmetum minoris. Rośnie często i obficie jednak także w łęgach jesionowo-olszowych, podgórskim łęgu jesionowym, w nadrzecznych olszynach górskich, w wilgotnych grądach, żyznych buczynach, w łęgach wierzbowych i łęgach wierzbowo-topolowych.
Gatunek dobrze znosi wydeptywanie i wypas zwierząt roślinożernych na stanowiskach (np. koni, bydła i owiec), choć wiąże się to zwykle ze zmniejszeniem rozmiarów roślin. Zwierzęta gospodarskie generalnie jednak unikają zgryzania ziarnopłonu.
Na ziarnopłonie żeruje szereg owadów w różnych fazach cyklu rozwojowego. Należą do nich z motyli: larwy Olindia schumacherana (=O. ulmana), Mellicta athalia, Camptogramma bilineata, Perizoma didymata, Trigonophora flammea, Cnephasia asseclana i C. incertana; z muchówek: Phytomyza ranunculi, P. notata, P. ranunculivora i P. halterata; z chrząszczy: Anthaxia nitidula, Tropiphorus elevatus, oleica krówka i oleica fioletowa.
Telia rdzy Urocystis ficariae powstają na ogonkach liściowych ziarnopłonu od marca do czerwca. Spermogonia i ecja rdzy Uromyces dactylidis są częste na ogonkach i dolnej stronie liści od marca do maja. Pojawiające się na liściach żółtawe do brązowych plamki są wynikiem porażenia Entyloma ficariae. Poza tym na liściach pasożytują też takie gatunki grzybów i grzybopodobnych lęgniowców, jak: Septoria ficariae, Peronospora ficariae, Synchytrium anomalum, Plasmoverna pygmaea, Uromyces ficariae, Uromyces rumicis, Schroeteriaster alpinus, Entyloma majewskii.

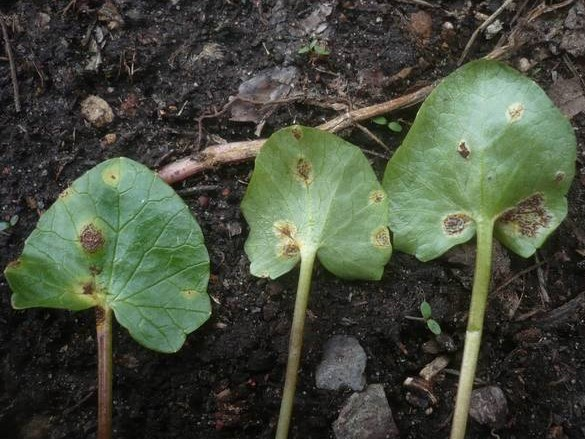
Uromyces ficariae
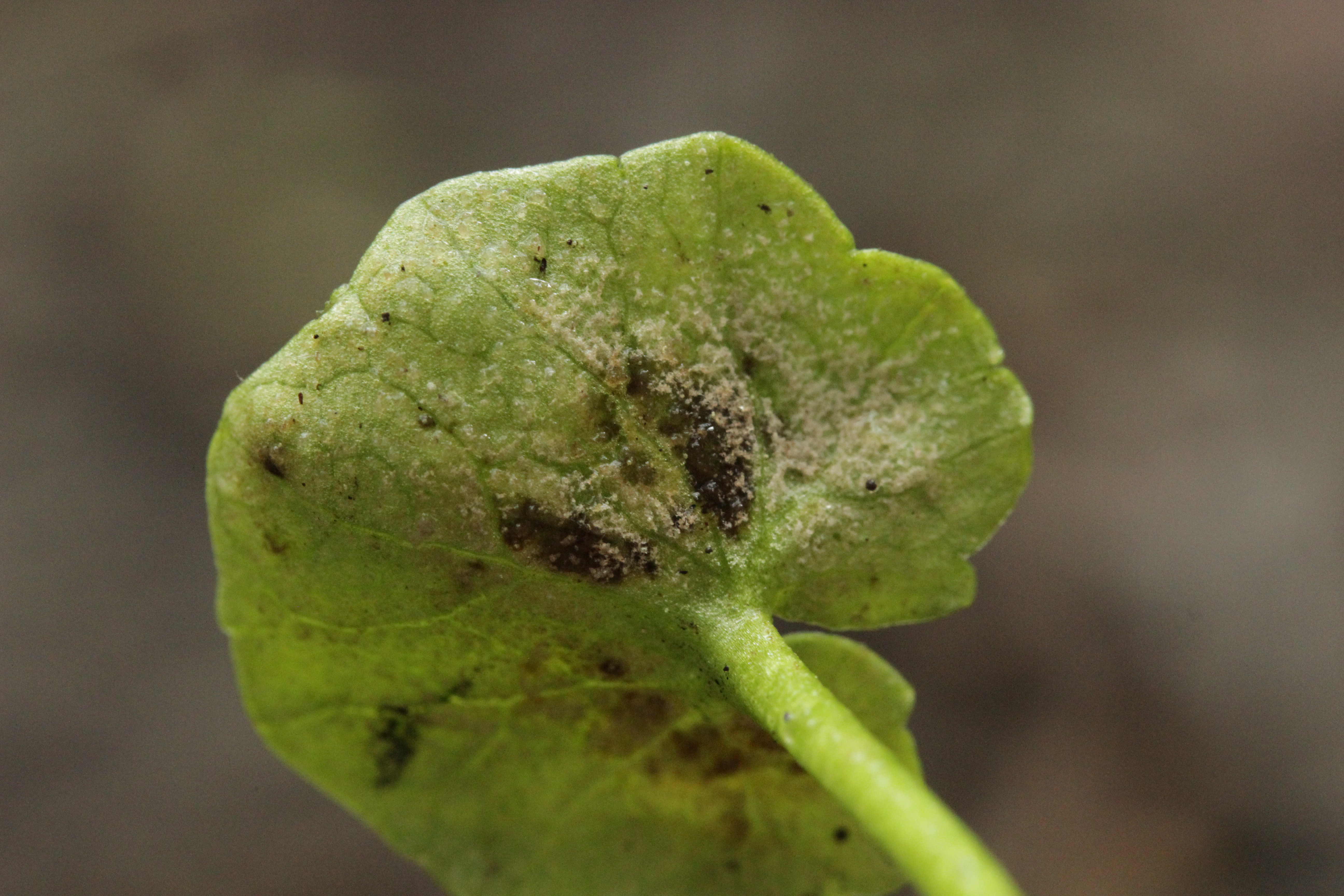
Peronospora ficariae
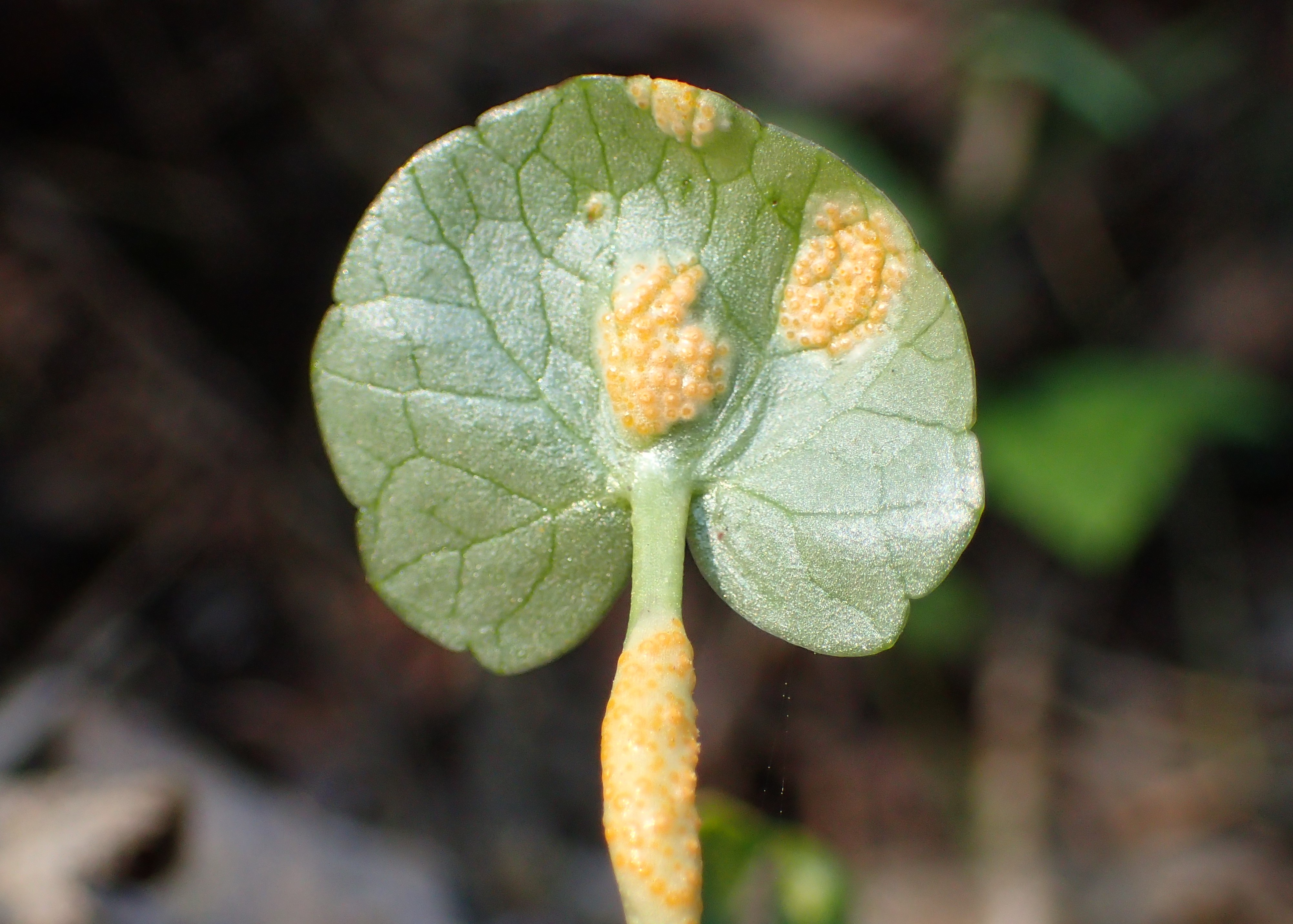
Uromyces dactylidis
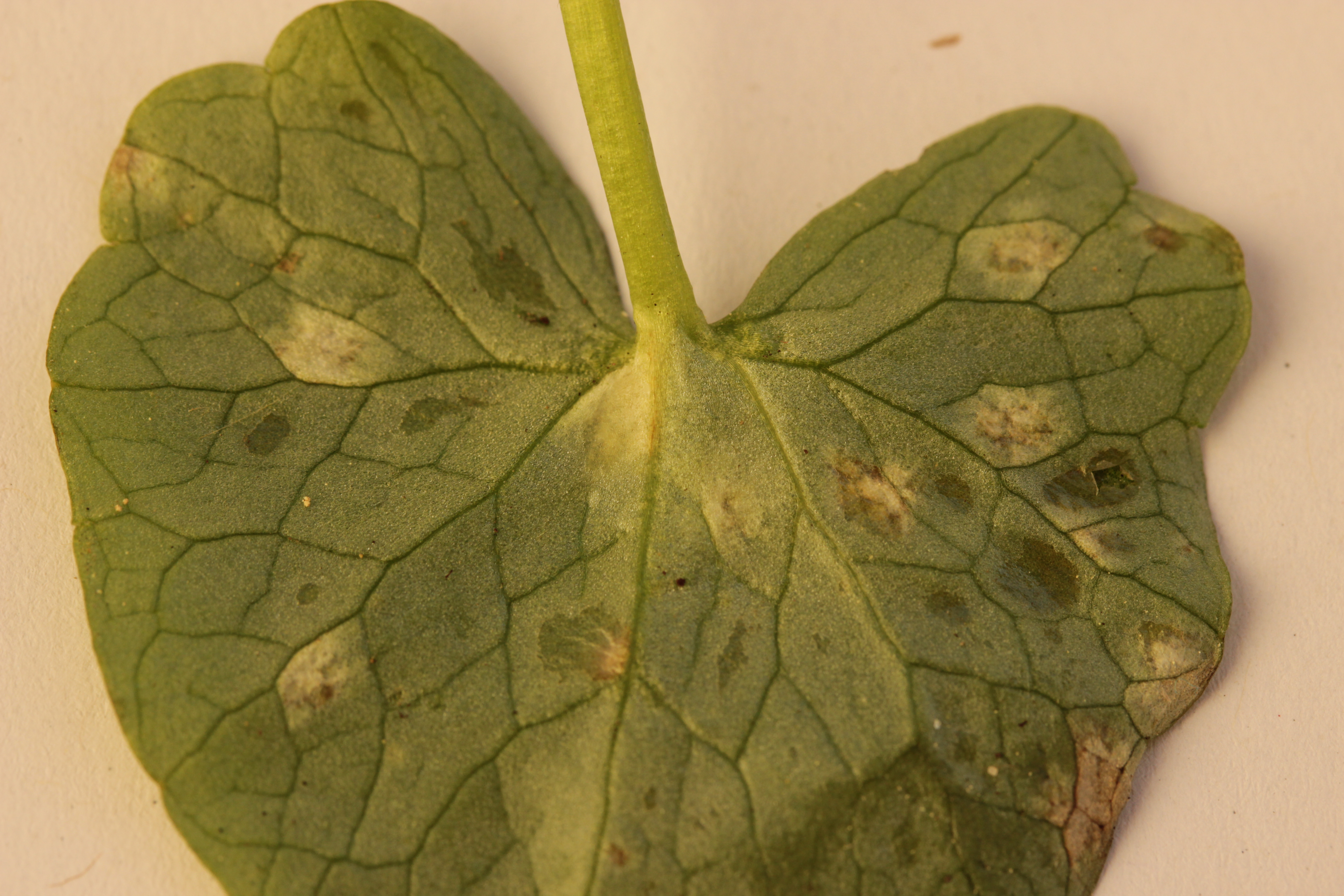
Entyloma ficariae

Na korzeniach ziarnopłonu stwierdzono mikoryzę arbuskuralną.
W silnie nasłonecznionych miejscach może zostać zagłuszony przez silnie rosnące rośliny, jednak sam też potrafi tworzyć różnej wielkości płaty utrudniające rozwój innym gatunkom.
Na terenach, gdzie jest gatunkiem inwazyjnym, ziarnopłon uznawany jest za jedno z głównych zagrożeń dla miejscowej flory lasów nizinnych, zwłaszcza na terenach zalewowych. Bardzo wcześnie rozwijając się, tworząc zwarte kobierce na dużych obszarach i wytwarzając wielką ilość korzeni wypiera gatunki rodzime, zwłaszcza o podobnej biologii rozwoju – efemery korzystające z okresu wiosennego, kiedy do dna lasu dociera promieniowanie słoneczne nie ograniczone przez listowie drzew i krzewów. Poza oddziaływaniem konkurencyjnym ziarnopłon ma potencjał allelopatyczny, wykazany w badaniach eksperymentalnych.

## Systematyka i zmienność

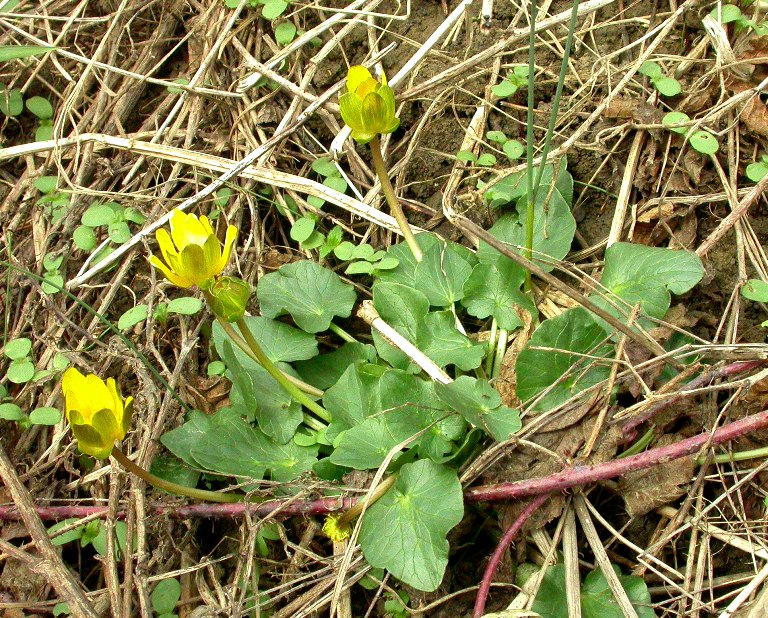
F. verna subsp. calthifolia

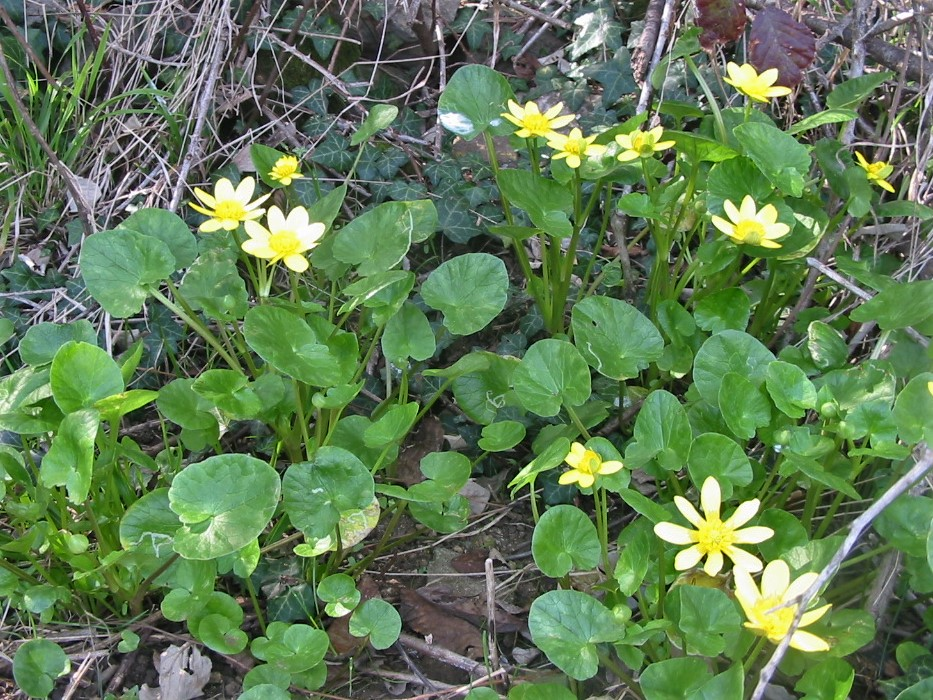
F. verna subsp. fertilis

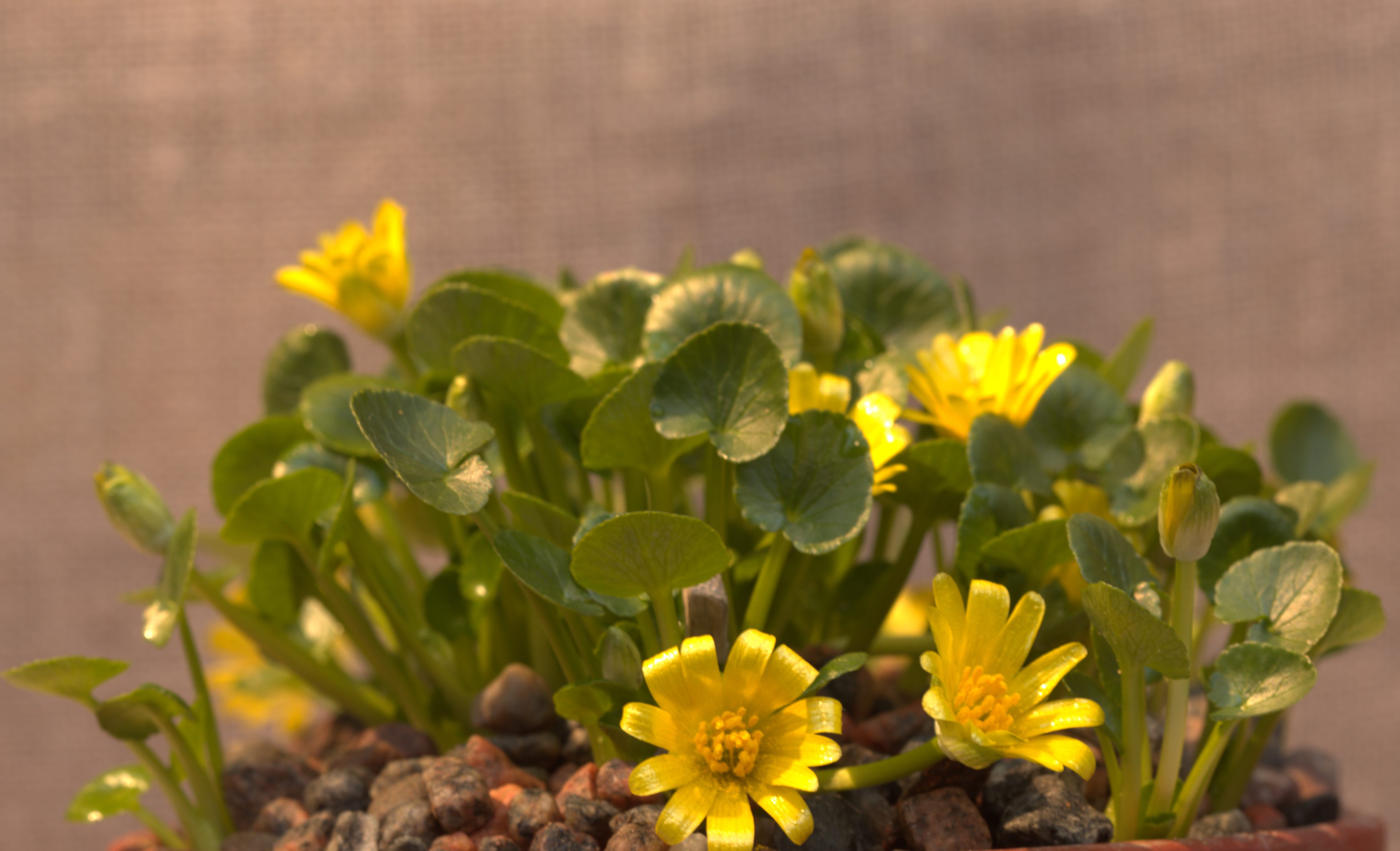
F. verna subsp. ficariodes

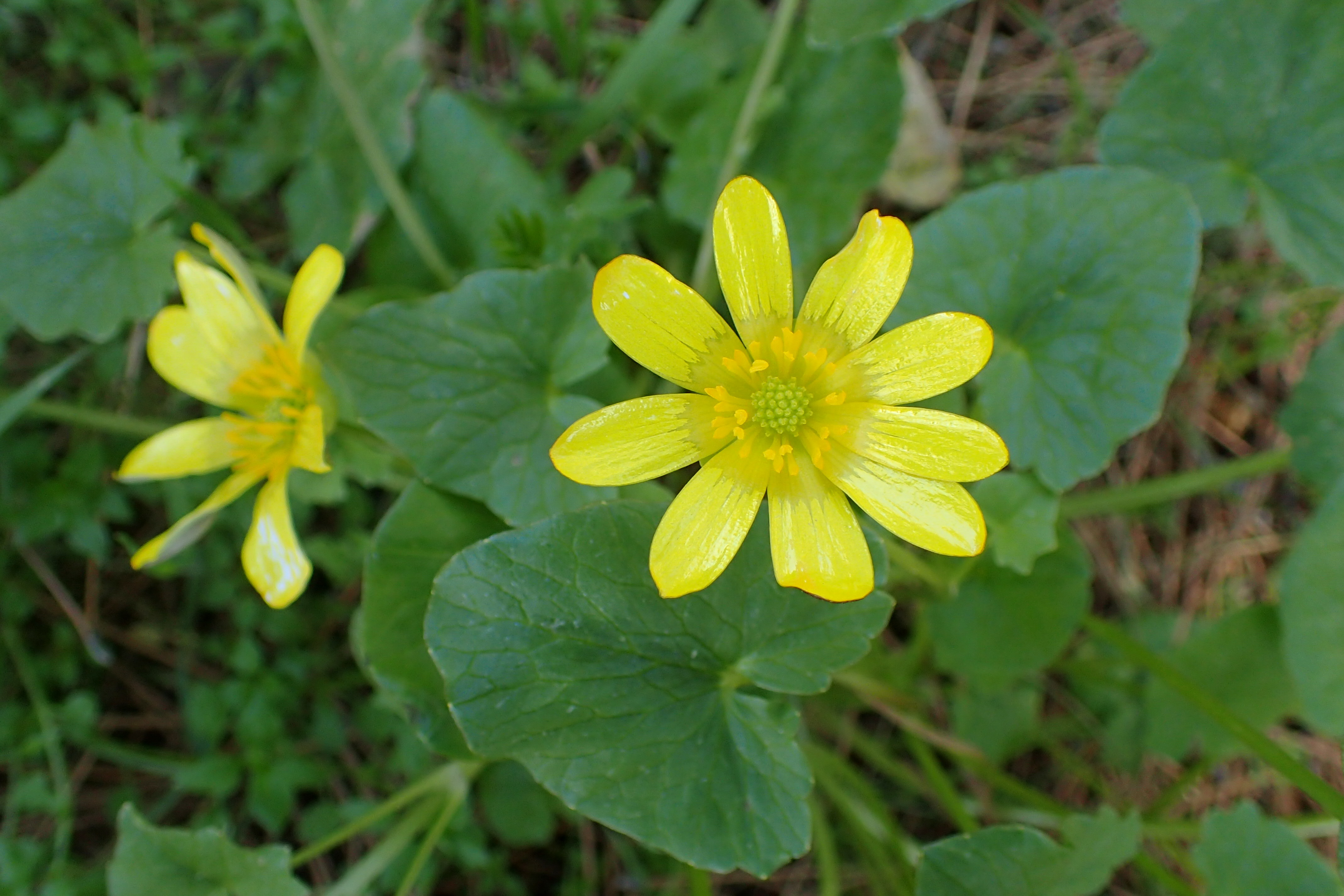
F. verna subsp. chrysocephala

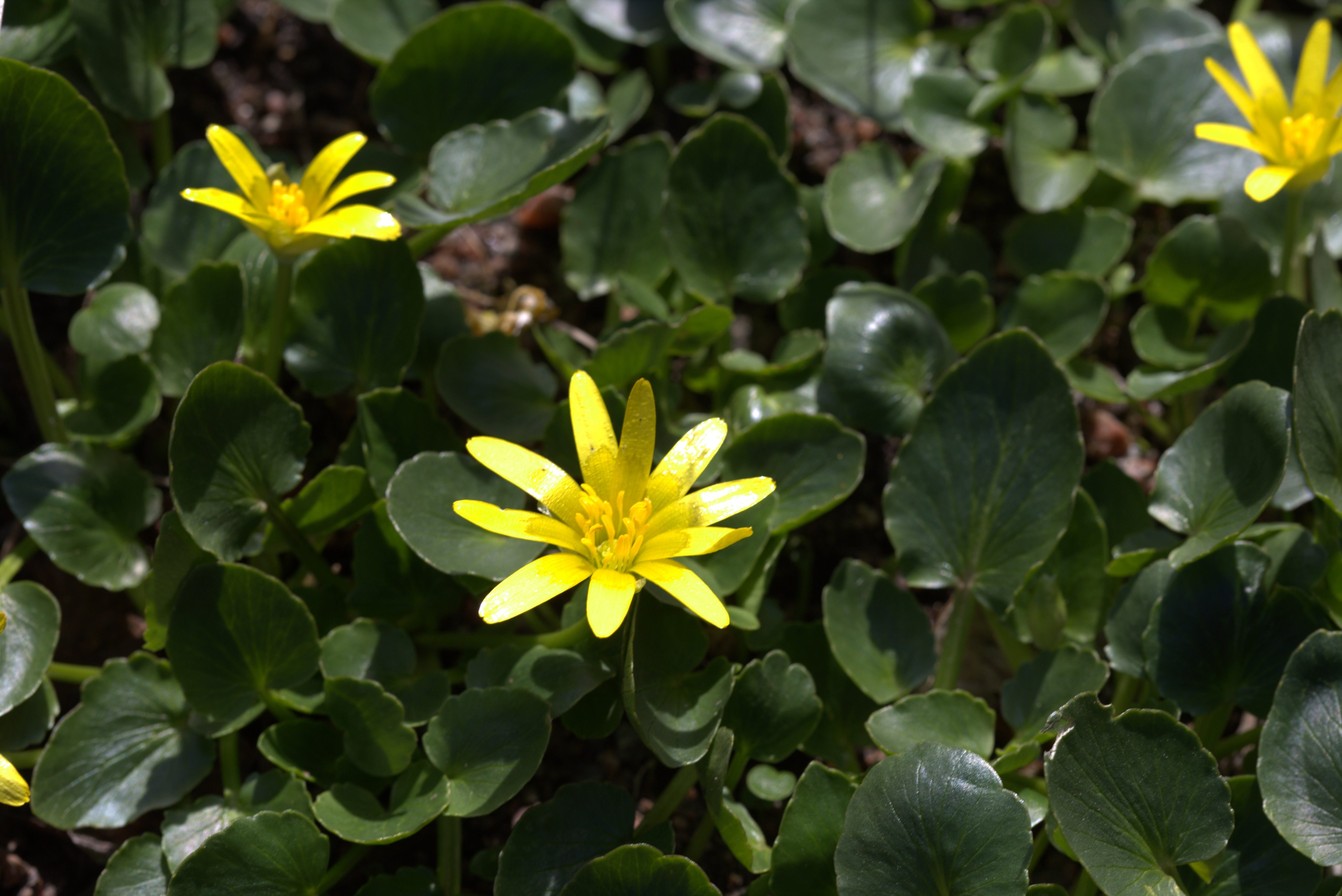
F. verna subsp. kochii

Gatunek ma współcześnie już ugruntowaną pozycję w odrębnym w stosunku do jaskrów Ranunculus rodzaju ziarnopłon Ficaria. Zanim badania molekularne potwierdziły odrębność tych rodzajów, często bywał włączany do jaskrów jako Ranunculus ficaria. Natomiast kwestią umowną i w efekcie zmienną jest klasyfikacja w obrębie rodzaju Ficaria, w obrębie którego w niektórych ujęciach wyróżnia się kilka gatunków (np. cztery według The Plant List), a w innych łączy je wszystkie jako podgatunki w obrębie Ficaria verna.
Przy ujęciu pierwszym w obrębie gatunku wyróżnia się pięć, a przy drugim – siedem podgatunków. W ujęciu Veldkampa z siedmioma podgatunkami rodzaj Ficaria jest monotypowy. F. popovii i F. fascicularis stanowią F. verna subsp. kochii, a F. ficarioides – F. verna subsp. ficarioides.
Nieco problematyczne w tym gatunku jest ustalenie podgatunku typowego. Jako pierwszy ustalił lektotyp Benson w 1954, wskazując okaz z herbarium Linneusza (Herb. Linn. 715.12 (LINN.)) nie posiadający przypisanego pochodzenia, przy czym jednak zakłada się, że roślina pochodzić mogła albo ze Szwecji, albo z Holandii. Inny syntyp zebrany został przez Linneusza na posiadłości Clifforda w Heemstede w Holandii. W 1994 lektotyp został zidentyfikowany błędnie jako takson diploidalny ziarnopłonu występujący w Europie Zachodniej, który jednak na pewno nie rośnie w Szwecji i do 1976 nie był też notowany w Holandii. W krajach tych pospolicie rośnie natomiast tetraploid o zasięgu środkowoeuropejskim i to on opisany jako F. verna subsp. bulbilifer powinien być traktowany jako podgatunek typowy (nominatywny), czyli F. verna subsp. verna (F. verna subsp. ficaria), podczas gdy właściwą nazwą dla podgatunku diploidalnego jest F. verna subsp. fertilis.
Wykaz podgatunków (dwa pierwsze występują w Polsce):
- Ficaria verna subsp. bulbilifera Á.Löve & D.Löve[3] (= F. verna subsp. verna)[15] – w kątach dolnych liści występują drobne, białawe bulwki (rozmnóżki wegetatywne)[15][13]; klapy nasadowe blaszki liściowej rozsunięte[13]; kwiaty o średnicy 13–30 mm; płatki korony 6–15 mm długości i 2–5 mm szerokości; owoce nie rozwijają się lub są słabo wykształcone. Występuje w Europie Środkowej i Wschodniej po Azję Środkową. Granica zasięgu biegnie od Pirenejów, przez Francję, wschodnią Irlandię, obejmuje Brytanię (zwłaszcza w jej wschodniej części[6]), w Skandynawii sięga do środkowej Norwegii i Szwecji, południowej części Finlandii i dalej przez Rosję środkową i południową sięga na wschód. Południowa granica zasięgu biegnie przez Ukrainę, brzegami Morza Czarnego do północnej Grecji, stąd wzdłuż Adriatyku do Alp i południowej Francji[15]. W Polsce pospolity[8].
- Ficaria verna subsp. calthifolia (Rchb.) Nyman – ziarnopłon kusy – w kątach dolnych liści brak bulwek (rozmnóżek wegetatywnych); kwiaty o średnicy 23–50 mm; płatki korony poniżej 9 mm szerokości; owoce krótko owłosione; w czasie kwitnienia rośliny niskie[15] – ich łodygi mają do 2–3 cm. W czasie owocowania wydłużają się do 7, rzadko 8 cm. Z pojedynczej łodygi wyrasta od 2 do 5 szypułek kwiatowych[16]. Klapy nasadowe blaszki liściowej zamknięte, często nasunięte na siebie[16]. Występuje w południowo-wschodniej Europie od Kaukazu, przez południową Rosję i Ukrainę, wzdłuż wybrzeży Morza Czarnego do Bułgarii i północnej Grecji. Stąd zasięg obejmuje obszary położone dalej na północ z pominięciem Karpat i Gór Dynarskich – wybrzeża Adriatyku i Kotlinę Panońską, na północy sięga do południowej Polski. Rośnie też we Włoszech i na rozproszonych stanowiskach w południowej Francji, na Sardynii, Sycylii i Turcji[15]. W Polsce rośnie w rejonie Wrocławia, na Wzgórzach Trzebnickich, w Niecce Nidziańskiej i okolicach Przemyśla[8].
- Ficaria verna subsp. chrysocephala (P.D.Sell) Stace – w kątach dolnych liści brak bulwek (rozmnóżek wegetatywnych); kwiaty o średnicy 20–60 mm; płatki korony o szerokości 9–18 mm; owoce krótko owłosione, pęd silny, prosto wzniesiony. Występuje na Cyprze i Krecie[15].
- Ficaria verna subsp. fertilis (A.R.Clapham ex Laegaard) Stace – w kątach dolnych liści brak bulwek (rozmnóżek wegetatywnych); kwiaty o średnicy 20–40 mm; płatki korony poniżej 9 mm szerokości; owoce krótko owłosione; w czasie kwitnienia rośliny o pędach wydłużonych, podnoszących się lub pokładających. Występuje w Europie Zachodniej – na Półwyspie Iberyjskim, we Francji, na Wyspach Brytyjskich, w północnych i środkowych Włoszech, poza tym znany z nielicznych stanowisk z południowych Włoch i Malty[15], Belgii, Holandii, z północnej Danii i zachodnich krańców Norwegii[15].
- Ficaria verna subsp. ficariiformis (Rouy & Foucaud) B.Walln. – w kątach dolnych liści występują drobne, białawe bulwki (rozmnóżki wegetatywne), kwiaty o średnicy 35–55 mm; płatki korony 15–26 mm długości i 4–12 mm szerokości; owoce dobrze wykształcone o długości 2–3,5 mm. Występuje w basenie Morza Śródziemnego – w północno-zachodniej Afryce, w zachodniej części Półwyspu Iberyjskiego, na Balearach, na Półwyspie Apenińskim i Dalmacji, w Grecji, zachodniej i środkowej Turcji, w rozproszeniu na Cyprze, Bliskim Wschodzie i północnej Libii[15].
- Ficaria verna subsp. ficarioides (Bory & Chaub.) Veldk. (= Ficaria ficarioides (Bory & Chaub.) Halácsy) – w kątach dolnych liści brak bulwek (rozmnóżek wegetatywnych); kwiaty o średnicy 17–23 mm, płatki korony o długości do 7–10 mm; owoce nagie. Występuje na rozproszonych stanowiskach w Grecji i w południowej Turcji[15].
- Ficaria verna subsp. kochii (Ledeb.) Veldk. (= Ficaria fascicularis K.Koch) – w kątach dolnych liści brak bulwek (rozmnóżek wegetatywnych); kwiaty o średnicy 20–60 mm, płatki korony o długości ponad 10 mm; owoce krótko owłosione lub nagie. Występuje w regionie Kaukazu i w Iranie[15].

Różnice w morfologii roślin uważane dawniej za podstawę dla wyróżniania różnych form (inne od typowych liczby i wielkości płatków, łodygi cieńsze lub krótsze) nie są uznawane współcześnie za znaczące taksonomicznie.

## Nazewnictwo
Naukowa nazwa rodzaju nadana została roślinie prawdopodobnie przez Otto Brunfelsa i prawdopodobnie od łac. ficus = figa, ze względu na bulwki jadalne. Epitet gatunkowy verna pochodzi od łac. ver = wiosna i oznacza roślinę kwitnącą wiosną.
Gatunek współcześnie w zależności od ujęcia systematycznego określany jest zwyczajową nazwą „ziarnopłon wiosenny” lub „jaskier wiosenny”. W przeszłości udokumentowano szereg nazw zwyczajowych, takich jak: babikrówka (Biblioteka Fizyko-ekonomiczna, 1788), jaskier trędowaty i jaskier trędowy (np. u Krzysztofa Kluka, 1811), od dawnej nazwy łacińskiej (Chelidonium minus; zobacz też → glistnik jaskółcze ziele) określany był jako: celidonia mniejsza, jaskółcze gniazdo mniejsze, ziele jaskółcze mniejsze, mnieysza celidonia (Marcin z Urzędowa w połowie XVI wieku), sandalina mniejsza; poza tym: pszonka (Syreniusz), kaczeniec, knieć, lśniące ziele, mysze jajka, świni wrzód, złotnik mniejszy, trędownik mniejszy. Nazwa „ziarnopłon” podana została w XIX wieku w licznych źródłach (np. przez Stanisława B. Jundziłła i Józefa Szafarkiewicza). W pierwszych wydaniach Roślin polskich w początkach XX wieku, gdy ustalano binominalne mianownictwo zwyczajowe na wzór naukowego, gatunek włączony został do rodzaju jaskier jako „jaskier ziarnopłon”, ale już przez Józefa Rostafińskiego nazwany został „ziarnopłonem wiosennym”.

## Zagrożenia i ochrona
Gatunek nie został poddany ocenie w stosunku do kryteriów zagrożenia Międzynarodowej Unii Ochrony Przyrody – nie jest ujęty na czerwonej liście gatunków zagrożonych. Na czerwonych listach różnych krajów ujęty jest zwykle jako gatunek niezagrożony (gatunek najmniejszej troski – LC), np. w Niemczech, Anglii, Irlandii, Holandii, Szwajcarii, Estonii.
W skali regionalnej (krajowej) niektóre podgatunki na skrajach zasięgów ujmowane są już na czerwonych listach z różnym statusem zagrożenia. Podgatunek subsp. calthifolia (ziarnopłon kusy) umieszczony został na polskiej czerwonej liście w kategorii DD (stopień zagrożenia nie może być określony ze względu na brak dostatecznych danych), a w Czechach w kategorii C3. W Jordanii Ficaria verna ujęty jest na czerwonej liście jako gatunek zagrożony EN.

## Znaczenie użytkowe

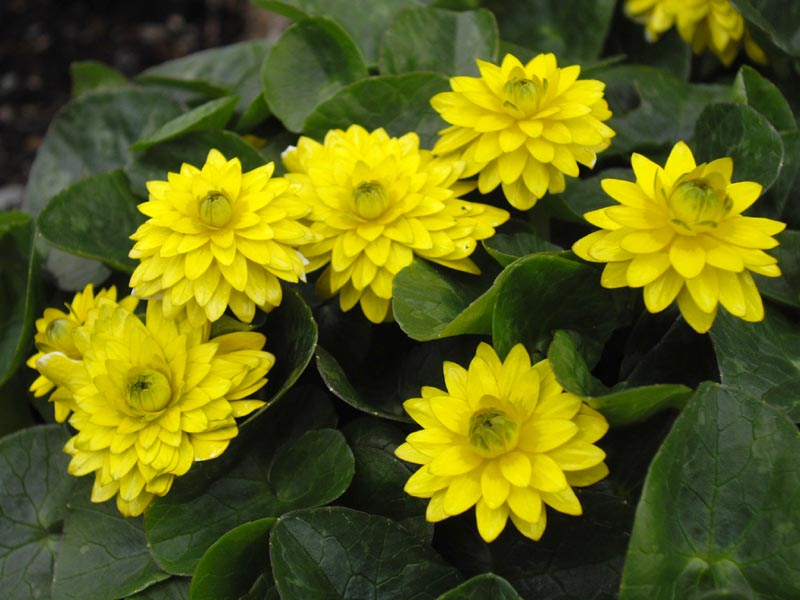
'Picton’s Double'

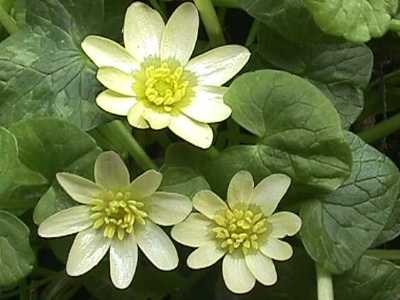
'Salomon’s White'

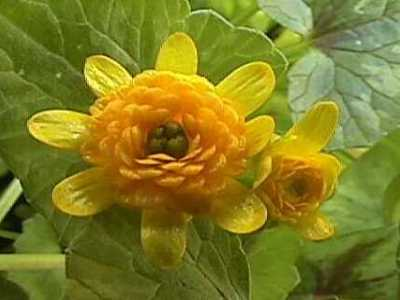
'Collarette'

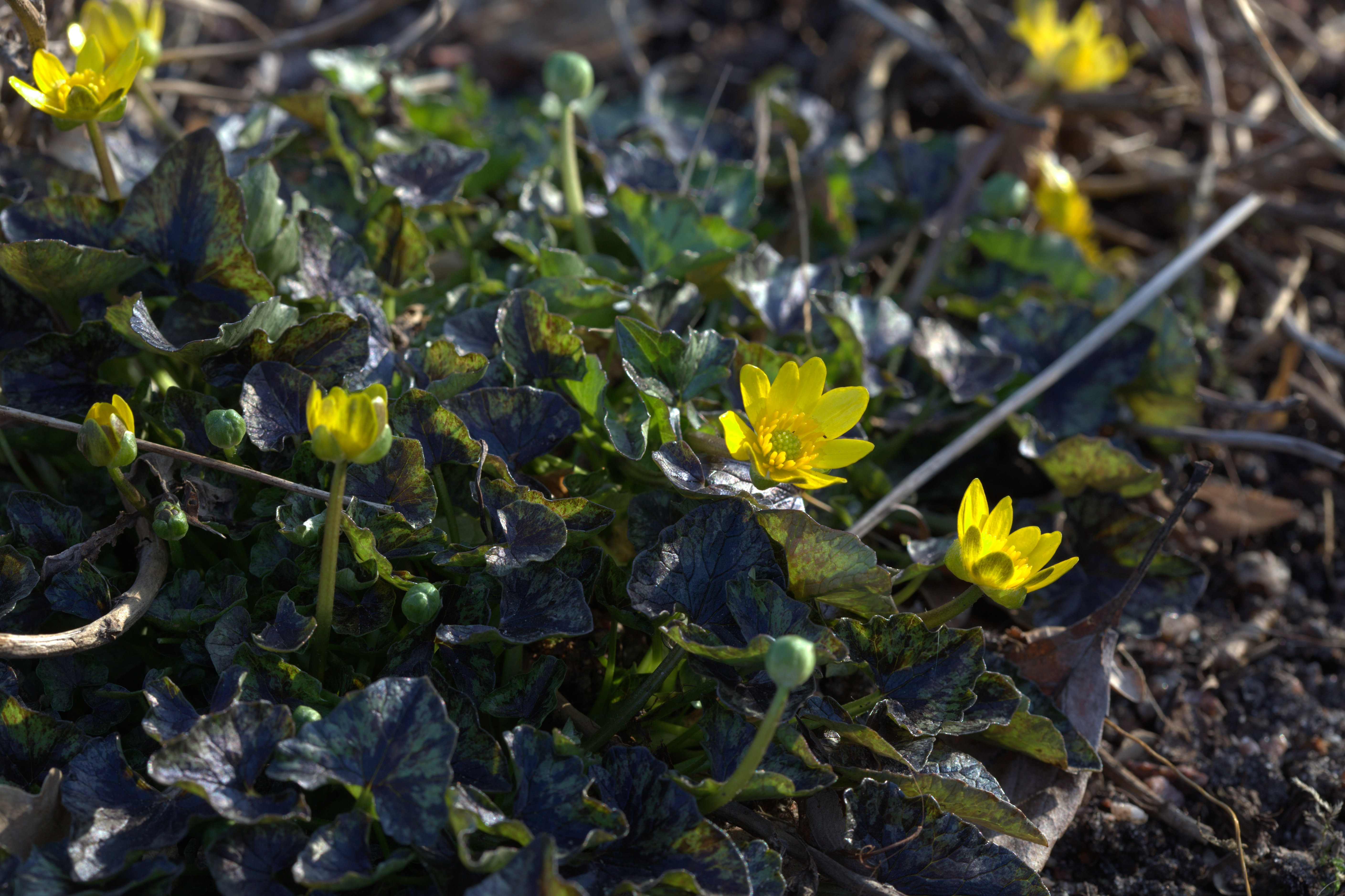
'Brambling'

### Roślina ozdobna
Ziarnopłon wiosenny bywa uprawiany jako roślina ozdobna, szczególnie jako roślina okrywowa pod drzewami, ale też zalecana do ogrodów skalnych i na obrzeża rabat. Jego walorem są jaskrawo złociste kwiaty i żywozielone liście, często z jasnymi lub ciemnymi plamkami, oraz fakt, że zakwita bardzo wcześnie i podobnie jak w środowisku naturalnym może rosnąć w miejscach latem zacienionych, gdyż rozwija się wczesną wiosną, zanim drzewa wypuszczą liście. W miejscach, gdzie ziarnopłon jest uprawiany, zaleca się sadzenie roślin, które są ozdobne w drugiej połowie lata, ponieważ części nadziemne ziarnopłonu zamierają na jego początku. Ewentualnie dobrymi towarzyszami ziarnopłonu są rośliny zachowujące liście przez całe lato, takie jak paprocie, konwalia majowa, przylaszczka pospolita, fiołek wonny.
Roślina może być ekspansywna w odpowiednich dla siebie warunkach siedliskowych i nierzadko w ogrodach jest uciążliwym chwastem.
Oprócz typowej formy gatunku uprawia się bardziej ozdobne kultywary, których walorem jest też to, że są mniej ekspansywne od formy typowej.
- ‘Alba Plena’ – kwiaty pełne, najpierw kremowe, później białe[62],
- ‘Albus’ – kwiaty kremowobiałe i lśniące[59],
- ‘Brambling’ – kwiaty mniejsze, żółte, ale liście w bordowe i srebrne plamy[62],
- ‘Brazen Hussy’ – kwiaty żółte od góry i brązowe od spodu, liście brązowo-zielone[59],
- ‘Collarette’ – kwiaty z gęstym pomponem w części środkowej otoczonym pojedynczym, żółtym okwiatem; liście z brązową plamą w części środkowej[64],
- ‘Coppernob’ – kwiaty z płatkami kremowymi w górnej części i żółtymi w dolnej, liście brązowe[62][64],
- ‘Double Bronze’ – kwiaty duże, półpełne, z płatkami żółtymi od spodu brązowymi, liście zielone z jasnymi plamkami[62][64],
- ‘Double Cream’ – kwiaty półpełne, duże, zielonokremowobiałe; liście zielone[64],
- ‘Green Petal’ – kwiaty niewielkie, okwiat z listków żółto-zielonych, nieregularnych[62][64],
- ‘Picton’s Double’ – kwiaty pełne, cytrynowożółte; liście zielone[64],
- ‘Pleniflora’ – kwiaty pełne[61],
- ‘Salomon’s White’ – kwiaty duże, białe, liście zielone[62],
- ‘Yaffle’ – kwiaty z płatkami zredukowanymi, zielonkawymi, przez to eksponujące żółte pręciki, liście jasnozielone[62].

### Roślina lecznicza
Ziele ziarnopłonu (Herba Ficariae) uznawane było za lecznicze i używane w medycynie ludowej. Zbierano je przy bezdeszczowej pogodzie i suszono w miejscu zacienionym.
Ekstraktu z ziela używano do kąpieli w celu leczenia hemoroidów, brodawek i świerzbu. Ziele wykorzystywano także przy krwawieniach z dziąseł, do przemywania drobnych zranień, a sokiem łagodzono ukąszenia owadów. Na Wyspach Brytyjskich wywarem z korzeni i ziela leczono też skrofulozę (zgrubienia węzłów chłonnych dawniej zwane zołzami – ang. king’s evil). Zarówno to, jak i leczenie guzków krwawniczych oraz różnych brodawek tłumaczono zgodnie z nauką o sygnaturach wskazaniem przez Stwórcę za pomocą kształtu, w tym wypadku bulw korzeniowych, co leczy dane ziele. Pisał o tym Nicholas Culpeper w 1652, a wcześniej Pierandrea Matthioli.
Do analogicznych dolegliwości, jak tradycyjnie leczonych ziarnopłonem, stosuje się tzw. leki homeopatyczne sporządzane z udziałem tego ziela.

### Roślina jadalna
Bulwy ziarnopłonu były spożywane już w mezolicie i neolicie, o czym świadczą znaleziska archeologiczne z różnych miejsc w Europie. Jadalne są młode liście, bulwki i pąki kwiatowe. Dawniej ludność wiejska wczesną wiosną (na tzw. przednówku) spożywała młode liście ziarnopłonu, uważając je za smaczne warzywo. Ze względu na dużą zawartość witaminy C młode liście pomagały zapobiegać szkorbutowi. W Niemczech ziarnopłon nazywany był skorbutkraut, podobnie jak warzucha lekarska, i opisywany był jako mający podobne właściwości. W celu uzyskania liści etiolowanych (pozbawionych zupełnie goryczy) posypywano miejsca rozwoju ziarnopłonów trocinami.
Krzysztof Kluk smak liści określał jako „słodkawy, nieco tłusty, nie bardzo przyjemny”. Mogą być one spożywane surowe i gotowane, przyrządzane podobnie jak szpinak. Młode listki uznawane są za wartościowy dodatek do sałatek wiosennych. Pąki kwiatowe można przyrządzać tak jak pąki kaparów. Bulwki łodygowe są jadalne po przegotowaniu, ewentualnie pieczone. Na Korsyce spożywano przegotowane bulwki z olejem oliwkowym, doprawione solą morską.
Ze względu na wzrastający udział piekącej i toksycznej protoanemoniny roślina staje się gorzka i lekko trująca w okresie kwitnienia. Ostry smak jest sygnałem, że rośliny spożywać już nie należy.

### Inne zastosowania
- Kwiaty często odwiedzane są przez pszczoły[71] ze względu na wczesne i masowe kwitnienie[23], chociaż nektar wydzielany jest w znikomych ilościach[71].
- Z bogatych w skrobię bulw korzeniowych uzyskiwano dawniej krochmal[23].
- Według niektórych źródeł płatki kwiatów[17], a według innych liście[70] mogą być używane do czyszczenia zębów.

## Uprawa
Ziarnopłon wymaga gleby żyznej, próchnicznej, neutralnej i w okresie wiosennym wilgotnej. Ze względu na rozwój pędów w okresie wczesnowiosennym – przed rozwojem liści na drzewach i krzewach – dobrze rośnie także na stanowiskach cienistych w okresie letnim. Może być uprawiany w strefach mrozoodporności od 4 do 8 (cały obszar Polski). Mnoży się go przez podział bulw korzeniowych w okresie letnim, po zaschnięciu pędów nadziemnych. Niektóre odmiany można rozmnażać także z nasion. Rośliny nie cierpią istotnie od szkodników lub chorób.

## Zwalczanie
Na obszarach, gdzie ziarnopłon jest gatunkiem inwazyjnym, podejmowane są działania w celu jego eliminacji, przy czym uznawany jest za bardzo trudny do zwalczenia. Usuwanie mechaniczne roślin wymaga znacznego przekształcenia powierzchni ziemi i nie daje gwarancji skutecznej eliminacji wszystkich bulwek. Dlatego działanie takie daje efekt tylko przy konsekwentnym stosowaniu w kolejnych latach i przy niewielkiej skali inwazji w danym miejscu. Użycie herbicydów jest oceniane jako bardziej skuteczne i nie narusza powierzchni gleby. Ze względu na krótki okres rozwoju pędu nadziemnego, ale też ze względu na potrzebę ochrony gatunków rodzimych, rekomendowane jest stosowanie środków chemicznych (glifosat w połączeniu ze środkami powierzchniowo czynnymi) na liście ziarnopłonu na przełomie zimy i wiosny. Ze względu na potrzebę ochrony płazów, wrażliwych na te związki, stosowanie ich powinno zostać zakończone w marcu. Później rekomenduje się tylko usuwanie mechaniczne.

## Ziarnopłon wiosenny w kulturze
Zafascynowany kwiatami ziarnopłonu był angielski poeta William Wordsworth, który poświęcił temu gatunkowi trzy poematy. Po śmierci Wordswortha, na kamiennej tablicy upamiętniającej go w kościele św. Oswalda w Grasmere, zamierzano przedstawić motyw ziarnopłonu (ang. lesser celandine), ale przez pomyłkę wyrzeźbiony został glistnik jaskółcze ziele (ang. greater celandine). Poemat pt. Celandine napisał także Edward Thomas.
Ziarnopłony pojawiają się w powieści Lew, czarownica i stara szafa z cyklu Opowieści z Narnii autorstwa C.S. Lewisa, stanowiąc symbol powrotu Aslana, końca stuletniej zimy i budzącego się życia (w polskim przekładzie Andrzeja Polkowskiego oddane jako „chelidonium”, czyli glistnik). Wymieniane są kilkakrotnie także w powieści D.H. Lawrence’a Synowie i kochankowie, będąc ulubionymi kwiatami głównego bohatera – Pawła Morela.
Według tradycji walijskich kwitnienie ziarnopłonów wskazywać miało właściwą porę na wykonanie zasiewów.